# Amerikai polgárháború
Az amerikai polgárháború (1861–1865) Észak-Amerikában, az Amerikai Egyesült Államok területén lezajlott fegyveres konfliktus, 24, többnyire északi szövetségi állam (unionisták) és az Amerikai Államok Konföderációjába (konföderációsok v. szecesszionisták) tömörült 11 déli állam között. A déli államok 1860 és 1861 között kikiáltották függetlenségüket és kinyilvánították jogukat az Uniótól való elszakadáshoz (szecesszió). A háború több mint 970 000 fő veszteséget követelt (a lakosság 3,09%-a), ebből kb. 620 000 elhalálozás (1,78%), ami magasabb veszteség, mint amit az Egyesült Államok bármely más háborújában elszenvedett. A polgárháború okai illetve maga a háború elnevezése is vita tárgyát képezi (például többen nem fogadják el a konfliktus polgárháború jellegét, mondván, független államok közti összetűzésről van szó).
Az amerikai polgárháború ikonjának számítanak a két harcoló fél jellegzetes egyenruhái. Az északi és a déli hadsereg uniformisai formailag ugyanazok voltak, csak a színük volt más. Az északiak (a jenkik) sötétkék zubbonyt és sapkát vagy kalapot viseltek, míg a délieknél az egyenruhák csak szürke színüket tekintve különültek el az északiaktól. Érdemes megjegyezni, hogy mindkét oldalon akadtak egységek, amelyek a szokványostól eltérő színű egyenruhát viseltek, amely lehetett vörös, zöld vagy sárga.

## Okok
A déli és az északi államok különválásnak okai összetettek és ellentmondásosak mióta a háború elkezdődött – ezen viták a különböző pártállású történészek által csak tovább mélyültek James C. Bradford szerint. A számos gazdasági, illetve politikai okok mellett  legtöbb akadémikus abban megegyezik hogy a rabszolgaság a kiválás egyik központi kérdése.

### Rabszolgaság

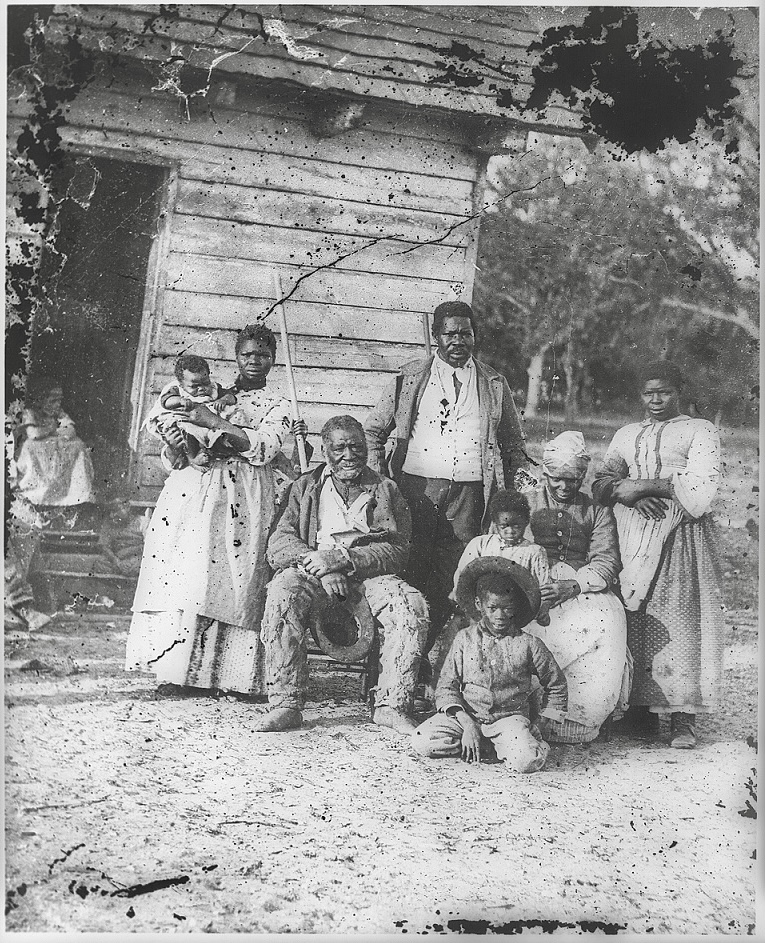
Négy generációs rabszolgacsalád a dél-karolinai Beaufortban, a Smith-ültetvényen

Habár számos ellentétes nézet él az Egyesült Államokban, és sok paradox, mai szemmel csalódást jelentő szempontot lehet említeni az északiak oldalán is, például az északi katonák többsége közömbös volt a rabszolgaság kérdésében, ki lehet mondani, hogy az északiak egy olyan társadalmi rend ellen harcoltak, amelynek a rabszolgatartás szerves része volt, míg a déliek társadalmi rendjük szerves részeként a rabszolgaság fönntartásáért is küzdöttek.
Rabszolgaság-ellenes nézőpontból a rabszolgatartás egy túlhaladott kor kegyetlensége amely összeegyeztethetetlen a köztársaság intézményével. Az északi államok nagy részében a késő 18. és a korai 19. századtól törvény tiltotta a rabszolgaságot, dél felé haladva a rabszolgákkal működtetett gyapotültetvények profitja egyre inkább meghatározta a vidék gazdaságát. A rabszolgaság-ellenes oldal szerint a rabszolgaság fokozatos megszüntetéséhez annak terjedését kell megállítani. A rabszolgatartásban érdekelt dél szerint ez sérti az alkotmányos jogokat és a rabszolgák emancipációja tönkretenné a dél gazdaságát.
Így a rabszolgaság megítélésében elvi kérdéseken túl erős gazdasági érdekek is fűződtek. Északon a farmerek kis parcellák foglalásában voltak érdekeltek, ezzel szemben a déliek ültetvények kialakításában. Amikor egy új állam felvételre került, felmerült a kérdés, hogy engedélyezzék-e ott a rabszolgatartást, hiszen ha engedélyezik, akkor az északi farmereknél jóval tőkeerősebb déli birtokosok felvásárolhatják a jó minőségű termőföldeket és ültetvényeket hoznak létre rajtuk, ha pedig nem, akkor kisbirtokos farmok jönnek létre. A kérdés tehát a kisbirtok kontra nagybirtok versengésének is tekinthető.
A rasszista meggyőződések korántsem korlátozódtak csak a déli államokra, hanem az egész Egyesült Államokban jelen voltak. A rabszolgatartást eltörlő északi államoknál se volt elképzelhető, hogy a teljes egyenlőség jegyében állampolgári jogot, szavazati jogot (ami az 1965-ös választójogi törvényig rendezetlen maradt), hivatalviselési jogot adjanak a négereknek. A század elején megjelent a feketék felszabadításáért küzdő abolicionista mozgalom. Ám az abolicionisták politikai pártja, a Free Soil Party alacsony támogatottsággal bírt, a Republikánus Párttal való 1856-os összeolvadásáig nem tudott érdemi eredményt elérni a választásokon. 
Észak több államában (Oregon, Illinois, Indiana) törvényileg akadályozták a szabad négerek letelepedését. New Jersey-ben a rabszolgák behozatalát tiltó 1788-as törvény egyidejűleg a letelepedést is betiltotta. Más államokban magas jövedelmi korlátot állítottak a bevándorló színesbőrűek elé. Massachusetts korbácsolással büntette a két hónapnál hosszabb ideig ott tartózkodó nem helybeli négereket. Ohio államban 500$-os kauciót kellett letenni a hatóságoknál, amennyiben valaki egy színesbőrűt akart letelepíteni az államban, jó magaviselete zálogaként. 1829-ben azonban Cincinnati (Ohio) városa a néger lakosok növekvő számán felháborodva a feketéket érintő törvények megszegésére hivatkozva pogromot rendezett. Ennek keretében a néger lakosság felét Kanadába űzték. Pennsylvania, Rhode Island, Massachusetts és Maine (más, déli államok mellett) a fajkeveredés megakadályozása végett tiltotta a fehérekkel való házasodást.
Az iparosodás előretörése, a gazdálkodás megváltozása hosszú, tartós folyamat eredményeképpen a rabszolgaság fokozatos felszámolásához vezetett Északon, mely a déli államokhoz hasonlóan korábban rabszolgatartó volt.
New Jersey állama például 1788-ban tiltotta be új rabszolgák behozatalát, azt követően, hogy a fehér népesség a polgári forradalom után sokkal gyorsabban nőtt a behurcolt négerek számánál. Ennek oka az volt, hogy a munkáltatók meg tudták fizetni a szabad munkavállalóikat, nem kellett rabszolgákat foglalkoztatniuk. 1804-ben egy új törvénnyel a rabszolgák gyermekei már szabadnak születtek, de a nők 21 éves korukig, a férfiak pedig 25 éves koruk eléréséig szolgálni, inaskodni tartoztak anyjuk rabszolgatartó gazdájának. Az 1804 előtt születetteket rabszolgából átnevezték "bekvártélyozott szolgálóknak" a nők esetében, illetve „élethosszig tartó inasoknak” a férfiaknál. A rabszolgatartást csak 1846-ban tiltották be véglegesen, de akkor még éltek 1804 előtt született rabszolgák, akikre a felszabadítás nem vonatkozott és a polgárháború kitörése idején 18-an még mindig életben voltak közülük.
A jövedelmi és tulajdon viszonyok sérülésével, a gazdasági megalapozottság nélküli abolíció társadalmi nyugtalanságot szított fel a déli államokban. Észak és Dél között nagyon nagyra nőtt a társadalmi, demográfiai különbség. Ennek a különbségnek a jelentőségét gazdasági, megélhetési körülmények nagyították fel és élezték ki. Az 1860-as évekre egyértelmű népességi, gazdasági fölénybe kerülő Észak érvényesíteni akarta érdekeit.

### Gazdasági és pénzügyi okok
Az ipari termelésben érdekelt Észak, valamint az ültetvényes, rabszolgatartó Dél között a század folyamán egyre élesebb gazdasági ellentétek alakultak ki. Dél nagyrészt földműves társadalmat alkotott. Mezőgazdasági termelésének nagyjából 80%-át exportálnia kellett, mivel azt Észak nem tudta felszívni. Ezért az USA exportjának 75%-át adva árucikkeit a világpiacon értékesítette; ebből származott bevételeinek legnagyobb része. Az északi államok fokozatosan kiépülő ipara protekcionista vámokkal akarta magát védeni a nemzetközi versenytől, főleg az akkoriban a világ műhelyének számító brit ipari potenciáltól. A két országrész között a 19. század elejétől fogva "vámháború" dúlt. Ebben az időben az Egyesült Államokban nem létezett személyi jövedelemadó; a szövetségi állam bevételeit 90%-ban a vámok és illetékek képezték. Ezért a föderalista meggyőződésű elnökök adminisztrációja rendszeresen megpróbálta a vámokat növelni a szövetségi költségvetés bővítésének érdekében.
1818-ban a brit–amerikai háborút követően a kongresszus elhatározta a vámemelést és a vámok mértékét átlagban 20%-ban állapította meg. A déli államok képviselői javarészt egyetértettek az emeléssel, mert a háborús kiadások miatt magas államadósságot csökkenteni kellett. A vám következtében megugró árszínvonal Észak számára bevételnövekedést jelentett, mert belső piacán csökkent a külföldi versenytársak jelenléte, emiatt több árut tudtak értékesíteni, ráadásul növekvő árakon. Délen viszont versenyképesség-romlást és bevételkiesést érzékeltek, noha nem mindenhol egyforma mértékben. Főleg a fontos kikötőkkel rendelkező tengerparti államok, az úgynevezett Mély-Dél szenvedett emiatt, míg a szárazföld belsejében levő államokat kevésbé érintette. 1825-ben a vámokat immár 37%-osra emelték, amitől például Dél-Karolinában a kereskedelem 30%-kal esett vissza. 1828-ban a Kongresszus a hazai ipar védelmében 50%-ra emelte a vámot, melyet Délen hamarosan Vám-szörnyként kezdtek emlegetni.
1832-ben a terhelt Dél-Karolina bejelentette, hogy nullifikálja a szövetségi törvényt, és a kirótt vámot nem hajlandó begyűjteni. Az érdekeit sértő jogok nullifikálására minden államnak joga volt az Alkotmány értelmében. Az Egyesült Államok alkotmányát 13 már létező állam ratifikálta egy olyan garancia ellenében, hogy a szövetségi kormány esetleges jogtiprásai ellen nullifikálással védekezhet. Ezt a jogot a federalista politikusok elvitatták és Andrew Jackson elnök szövetségi erői, valamint a Dél-Karolina állami hadereje között összecsapás fenyegetett. Henry Clay befolyásos whig kongresszusi képviselő és John C. Calhoun volt alelnök, ekkor szenátusi tag által folytatott tárgyalásokon kompromisszumot kötöttek a felek, és a vám 1842-ig fokozatosan visszacsökkent 20%-ra.
Az alacsony vám természetesen megint az északiak érdekeit sértette. 1842-ben a kongresszusi többség hazai iparvédő vámemelést léptetett életbe, melyet főleg a Whig Párt harcolt ki. 1844-ben azonban a whigek elvesztették az elnökválasztást a demokratákkal szemben. 1846-ban a demokraták Walker-vámnak nevezett intézkedése 32%-ról 25%-ra csökkentette a vámokat a Dél érdekében. Az 1850-es években így is masszív költségvetési többlet halmozódott fel évről évre, ezért a többlet szétosztása érdekében az 1857-es vámtörvény 17%-ra csökkentette az átlagos vámtarifát. Ekkoriban a szövetségi vámbevételeknek 87%-a Délen keletkezett.
Ugyanebben az évben azonban bankpánik és gazdasági recesszió sújtotta Európát és az Egyesült Államokat egyaránt. Henry C. Carey protekcionista közgazdász magyarázata szerint ez a vámcsökkentésnek és a szabad kereskedelem fokozódásának volt köszönhető. Ez a magyarázat érthetően megnyerte az iparbárók szimpátiáját és új erőt adott a vámemelési követeléseknek. 1859-ig a demokraták a kongresszusban elkaszálták, obstrukcióval akadályozták az ilyesfajta törekvéseket, azonban az ezt követő kongresszusi választások eredményeképpen a republikánusok teret nyertek a képviselőházban. 1860 májusában a kongresszus megszavazta a 48%-os átlagvámot jelentő Morrill-vám tervezetét, de a demokrata többség által uralt szenátusbizottság keretében továbbra is "fektette" az ügyet. Így a téma fontos kérdéssé vált az 1860-as elnökválasztási küzdelemben. A választást a republikánus Abraham Lincoln nyerte, akinek programjában központi szerepet töltött be az erős vámfalak felhúzása a szavazóbázisának számító Észak érdekében. A nemzeti vámhuzavonát és a minduntalan a rabszolgaság kérdésére kifutó vitát, több évtizedes felfokozott közhangulatot megelégelő déli államokban a politikusok legtöbbje eddigre eldöntötte magában, hogy az Unió egysége fenntarthatatlan a továbbiakban.

### Harc Kansasért

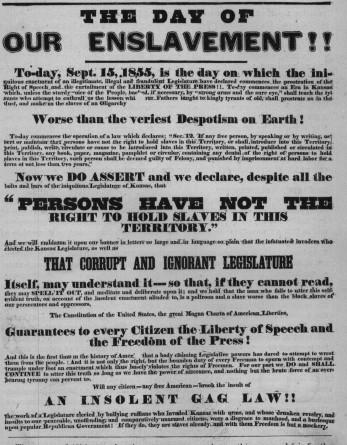
Az 1855-ös törvények elleni tiltakozó felirat

A politikai ellentétek folyamatos éleződése közben 1854-ben, több sikertelen próbálkozás után a kongresszus elfogadta a Kansas–Nebraska-törvényt. Ennek eredményeképpen az 1820-ban, Missouri felvételekor megalkotott Missouri-kompromisszum érvényét vesztette, amely szerint korábban az Amerikai Egyesült Államok csak párosával vett föl új tagállamokat, egy rabszolgatartó államot, és egy úgynevezett szabad államot. A Kansas–Nebraska-törvény azonban minden állam saját belátására bízta, hogy engedélyezi-e a rabszolgatartást. 1854-ben Kansasszel együtt Nebraska vált volna a USA tagállamává, mivel nem találtak más párt. Az általános felfogás szerint Kansas lett volna a rabszolgatartó, Nebraska pedig a szabad állam a Missouri-kompromisszum szellemének megfelelően.
Míg Nebraska békében élhetett tovább, a felhevült politikai közhangulat miatt Kansasbe azonnal migráció indult. Az úgynevezett szabad államokból azért, hogy a rabszolgaság nyugati terjedését megakadályozzák, a déli államokból, elsősorban a szomszédos Missouriból pedig azért, mert érdekeiket, vagyonukat, berendezkedésüket, életmódjukat és kultúrájukat fenyegetve érezték. Kansas állam megszervezését tömeges választási csalás kísérte, a Missouriból átáramló, majd hazamenő déliek segítségével, amit abolicionista ellenkormány alakítása, majd csakhamar fegyveres összetűzések követtek. 1855 októberében megérkezett a későbbi akcióival híressé vált John Brown a rabszolgaság elleni küzdelem jegyében. 1856 októberéig tartottak a fegyveres incidensek. Kezdetben ebből a rabszolgatartók kerültek ki győztesként, John Brown és fiai távoztak Kansasből, de az erőszak még később is fel-fellángolt. 1857-ben, megint Missouriból származók csalásával elfogadták Kansas alkotmányát, mely engedélyezte a rabszolgatartást. Buchanan elnök az eredményt elismerte, mert a folyamat békés és mielőbbi lezárását óhajtotta, de a Kongresszus visszautasította és tiszta választást követelt. Eddigre azonban az északi bevándorlók súlya jelentősen növekedett, ami újabb villongásokhoz vezetett. 1859-ben egy a rabszolgatartók által bojkottált megismételt gyűlésen rabszolgaságot tiltó alkotmányt fogadtak el. Ennek alapján 1861. január 29-én Kansas mint szabad állam csatlakozott az Unióhoz. Azonban a kansasi eseményekből világossá vált, hogy a belpolitikai konfliktus annyira elmérgesedett, hogy a tárgyalási hajlandóság kimerült, és a felek immár erőszakkal akarják a megoldást kicsikarni.

### John Brown felkelése

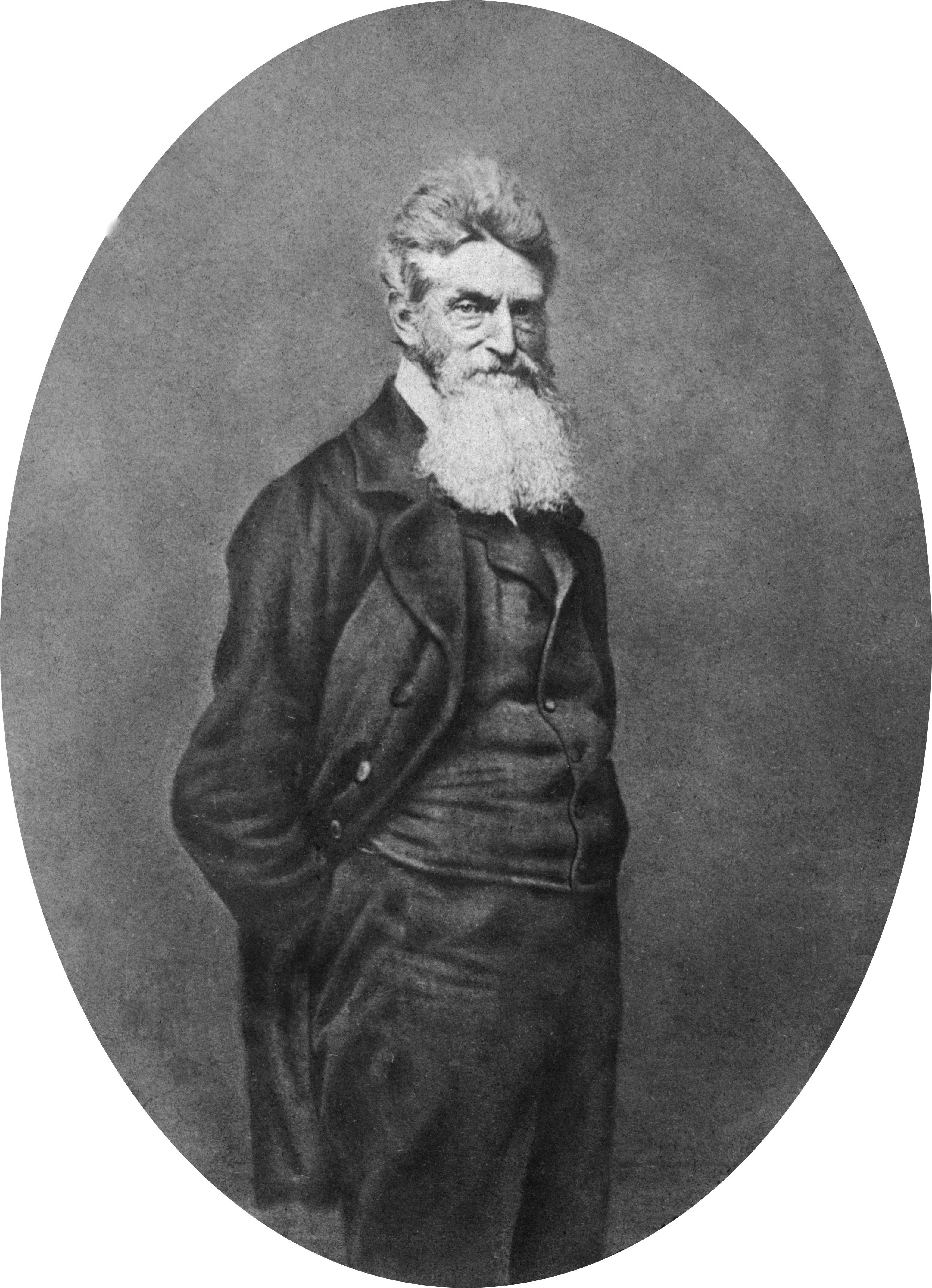
John Brown 1859-ben

A háborús hisztéria fokozódásához nagyban hozzájárult az öldöklő rabszolga-szabadítási magánhadjáratában levert abolicionista, John Brown 1859-es kivégzése. Brown, miután Kansasben átmenetileg a déliek kerekedtek felül, 1856 őszén visszatért a keleti partra és a következő két évet pénzeszközök felkutatásával töltötte. A főleg abolicionista pénzadományokból a Massachusettsi Kansas-társaság például 200 lőfegyvert ígért, Connecticutból pedig 1000 lándzsát szerzett. Magánhadserege élén 1858-ban Brown megint megjelent Kansasben, de ott akkor éppen a rabszolgatartást ellenzők választási győzelme miatt nem volt mibe beavatkoznia, ezért néhány hónapos tartózkodás után elhagyta azt.
Újabb tervet kovácsolt, ezúttal Virginiát véve célba. 1859. október 16-án 21 társa élén megtámadta és elfoglalta Harpers Ferry városát, hogy hatalmába keríthesse az ott levő fegyverraktárat. A terv szerint Virginia összes rabszolgáját ki akarták szabadítani, és a most már rendelkezésükre álló 10 000 puskával felfegyverezni. Ezután lelőttek egy szabad feketét, aki a városba érkező vonat utasait figyelmeztetni akarta a fegyveresekre, és a foglyul ejtett vonat utasainak két rabszolgáját is. A vonatot később továbbengedték, így a támadás híre hamarosan elérte Baltimore-t és Washingtont. A városbeli civilek fegyvert fogva próbáltak ellenállni, de Brownék elfoglalták a fegyverraktárat. Másnapra a város fegyveresei és milicistái körülfogták az épületet, és a lövöldözésben Brown emberei megölték a polgármestert és további városlakókat. Október 18-án Robert E. Lee ezredes által parancsnokolt tengerészgyalogosok vették körbe Brownék búvóhelyét, és rövid tűzharc után megadásra kényszerítették az életben maradtakat.

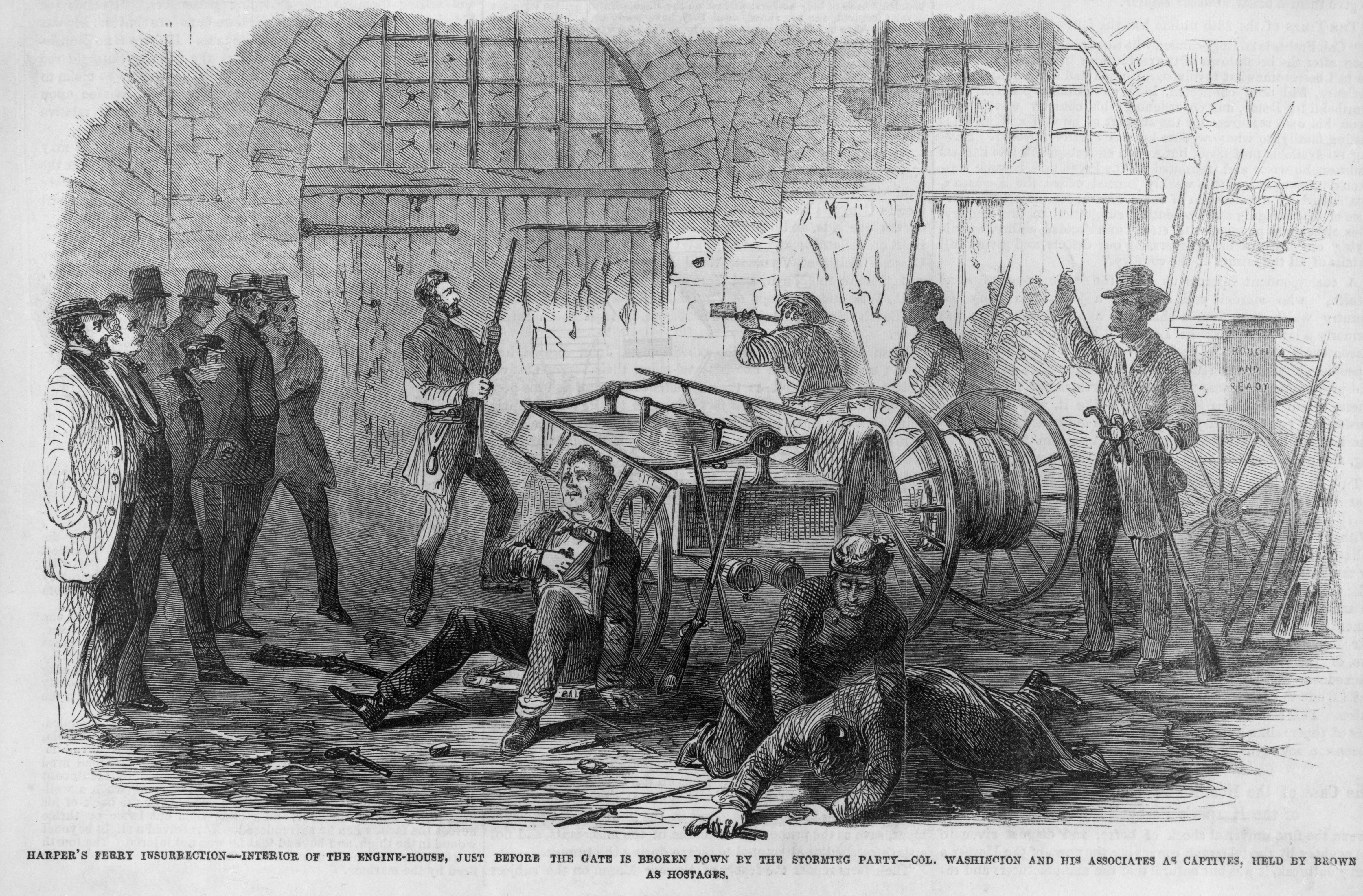
Illusztráció a ház megrohanása előtti percekről

Brownt és minden elfogott társát a bíróság halálra ítélte és felakasztatta. Az elfogás elől menekülő Barclay Coppockot Iowa republikánus, a militáns abolicionistákkal szimpatizáló kormányzója, Samuel J. Kirkwood nem volt hajlandó Virginiának kiadni és a négerek szöktetéséhez használt szervezet, a Földalatti Vasút révén elősegítette Kanadába menekülését. Coppock a legtöbb elmenekült résztvevőhöz hasonlóan később belépett az unionista hadseregbe.
Brown értelmetlen mészárlásba forduló hadjárata hozzájárult az álláspontok polarizálódásához. A déli ültetvényeseket elérő hírek hatására félelem uralkodott el, hogy más abolicionisták újabb rabszolgafelkeléseket akarnak majd szervezni, ezért milíciákat kezdtek állítani az ilyen kísérletek megelőzésére. Ezek a milíciák képezték a háború során a déli hadsereg első egységeit, melyekkel az önvédelem elképzelhetővé vált.

## A szecesszió

### Választási győzelem, a válság kitörése
A politikai közbeszéd a kampány alatt izzásig hevült. A számtalanszor megfogalmazott szecessziós fenyegetés után Winfield Scott vezérkari főnök októberben memorandumban figyelmeztette Buchanan elnököt, hogy legalább hét állam kiválásának lehetőségével kell számolni és emiatt nagyméretű haderő-átcsoportosítást és tüzérségi eszközök átcsoportosítását javasolta a válságos területekre. Buchanan azonban a nagymértékű politikai nézeteltérések miatt nem bízott Scottban és figyelmen kívül hagyta a javaslatokat. 1860. november 6-án bekövetkezett, amitől nagyon sokan féltek; az elnökválasztáson győzött a Republikánus Párt, s ezzel Lincolnt megválasztották. Győzelmét az tette lehetővé, hogy ekkorra már a Demokrata Párt is megoszlott, északi és déli tagjai képtelenek voltak közös jelöltet állítani. Lincoln ennek köszönhetően lett elnök a népi szavazatok mintegy 40%-ával, mert a többi megoszlott a déli és az északi demokrata jelölt között. A szavazatok összeszámlálása után, november 10-én Dél-Karolina szenátorai azon nyomban lemondtak mandátumukról. November 20-án Lincoln ígéretet tett, hogy kormánya nem avatkozik az államok belügyeibe. Ez a gyakorlatban a rabszolgaság kérdésének bolygatásától való tartózkodást jelentette. A tekintetek az elnök felé fordultak, várva, miként foglal állást a kialakult súlyos válságban.

### Kormányválság
December 3-án James Buchanan a kongresszus előtt tartott utolsó beszédében kárhoztatta az északiak beleavatkozását a rabszolgatartásba. Kijelentette, hogy az államoknak nincs joga kiválni az Unióból, de a kormányzatnak nincs törvényes eszköze megakadályozni őket ebben. Kilátásba helyezte, hogy ha az északiak nem mérsékelik az alkotmányossággal szembemenő követeléseiket, akkor a déli államok "jogosan fognak forradalmi eszközhöz nyúlni". Megoldásként alkotmánymagyarázó kiegészítést javasolt a rabszolgatartás jogosságáról. A folyamatosan polarizálódó politikai elit mindkét pólusa elutasította, rendezésképpen alkalmatlannak nyilvánította az elnök javaslatát.
December 8-án lemondott a déli érzelmű Howell Cobb pénzügyminiszter, a héják egyike, mivel politikai elképzeléseit immár összeegyeztethetetlennek érezte az elnökével. December 12-én lemondott Lewis Cass, a michigani illetőségű külügyminiszter. Cass szerint a szecesszió megelőzése végett Charlestonba erősítést kellett volna küldeni és mozgósítani a szövetségi haderőt, amire Buchanan nem volt hajlandó. December 23-án Buchanan lemondását kérte az északi újságok által Északról Délre való fegyvercsempészéssel vádolt John B. Floyd hadügyminisztertől. December 29-én Floyd lemondott, arra hivatkozva, hogy Buchanan nem engedélyezte a Sumter-erőd kiürítését. A déli államok raktáraiba irányuló mindennemű fegyverszállítást január 3-án leállították. Január 8-án lemondott Jacob Thompson, déli érzelmű belügyminiszter. Buchanan a távozó miniszterek helyét szükségképpen unionista meggyőződésű Demokrata ügyvivőkkel töltötte fel, mint Edwin M. Stanton későbbi uniós hadügyminiszter, John A. Dix későbbi uniós vezérőrnagy és Joseph Holt, későbbi uniós ezredes, katonai főbíró.

### A politikai válságkezelés kudarcot vall
December 17-én a vámoktól mindig is súlyosan érintett Dél-Karolina konvenciót hívott össze a kiválást megtárgyalni. December 18-án John J. Crittenden szenátor megpróbálta a megbomlott egyetértést a Crittenden-kompromisszum keretében helyreállítani. A kompromisszum a Missouri-kompromisszum megújítását és más alkotmányba iktatott garanciákat tartalmazott. Dél-Karolina konvenciója 1860. december 20-án bejelentette kiválását az Egyesült Államokból. John C. Breckinridge déli érzelmű alelnök 13 tagú, vegyes, északi és déli prominenseket egyaránt inkorporáló bizottságot hozott létre, hogy az ország helyzetét megtárgyalja és kiutat keressen. December 31-én a 13-ak bizottsága bejelentette, hogy kudarcot vallott, nem tudott semmilyen konszenzusra jutni, következésképp nem tud egységesen javaslatokat tenni.
Január 12-én Dél-Karolina után Mississippi kongresszusi képviselői is lemondtak, mivel a Crittenden-kompromisszumot a republikánusok egységesen elutasítani látszottak. Január 16-án az egyre fogyatkozó szenátus republikánusai Lincoln kifejezett tiltása nyomán az utolsó megszavazási kísérletre is elutasították a Crittenden-kompromisszumot, saját ellenterv beterjesztése nélkül.
Lincoln ellenkezése azon alapult, hogy a párt választási győzelmének gyümölcsét, a rabszolgaság területi korlátozását nem szabad veszni hagyni. Ez annak fényében dogmatikusnak minősíthető, hogy Missouri déli határától délre már csak Új-Mexikó és az Indián Területek feküdtek és általános vélekedés szerint Új-Mexikó félsivatagában nem tud gyökeret verni a rabszolgatartó ültetvényes gazdálkodás, mint arra Daniel Webster évekkel korábban figyelmeztetett. Az ellenzők azonban meglehetős demagógiával rámutattak, hogy a kompromisszum szövege alapján Missouri déli határától potenciálisan egészen Tűzföldig tartana a rabszolgaság. A Crittenden-kompromisszum lekerült a szenátus napirendjéről.

### Krízis a Sumter-erődnél
A novemberi republikánus győzelem nyomán felfokozódó hangulat hatására a hadsereg és a flotta tisztjei szövetségi tulajdonban levő erődöket, fegyverraktárakat kezdtek megszállni a déli államokban, hogy a várhatóan bekövetkező zavargásokat, netán elszakadást megakadályozzák. Buchanan elrendelte, hogy ezek az egységek kapjanak erősítést, de Floyd hadügyminiszter meggyőzte, hogy vonja vissza az utasítást.
A politikai és retorikai késélen táncoló, rendkívül kényes helyzetű Buchanan megpróbálta az ellentéteket azáltal csillapítani, hogy minden esetben középre helyezkedett. Annyi engedményt tett a két oldal radikálisainak, hogy azok ne vigyék kenyértörésre a dolgot és reménykedett, hogy ez elég lesz a válság áthidalásához. A dél-karolinai kormányzónak ígéretet tett arra, hogy a továbbiakban nem hajt végre szövetségi csapatmozgásokat és nem küld további szövetségi erőket, ha a dél-karolinaiak sem zaklatják a katonákat és békén hagyják a maradék szövetségi katonai tulajdont. Erről azonban a csapatparancsnokokat nem értesítették külön. Robert Anderson őrnagy saját hatáskörében úgy döntött, hogy az általa elfoglalt Moultrie-erőd a szárazföld felől védhetetlen. Ezért a szövetségi támaszpontok biztosítása keretében a Charlestoni-öbölben, Dél-Karolinában csapatai december 26-án, átköltöztek a Sumter-erődbe.
A felháborodott dél-karolinaiak szószegést kiáltottak, Anderson leváltását követelték és megszállták az öböl környéki összes szövetségi erődöt. Washingtonban óriási felzúdulást váltott ki az okkupáció, északi sajtóorgánumok erősítés küldését követelték Andersonnak. Buchanan a kormányzati pánik közepette ennek nem tudott ellenállni, és utasítást adott a kivitelezésre. A helyzet kezelése végett december 30-án Winfield Scott altábornagy, az USA vezénylő tábornoka javaslatot tett erősítést vinni a dél-karolinai erődökbe 20 000 főnyi szövetségi katona képében. Indítványát a békét mindenáron megőrizni akaró Buchanan nem fogadhatta el, mivel az nyílt lázadáshoz vezetett volna. December 31-én Buchanan úgyszintén elutasította a dél-karolinai küldöttek azon követelését, hogy vonja ki a szövetségi csapatokat államukból. A Star of the West hajó, fedélzetén az erősítéssel 1861. január 5-én elindult New Yorkból; ezt Dél-Karolinában az egyezség újbóli megszegésének tekintették. Január 9-én a charlestoni kikötő többi erődje ágyúlövésekkel elkergette, így dolgavégezetlen visszatért New Yorkba. Az esemény tovább rontotta a hangulatot, Buchanant újabb kritikaözön érte mindkét oldalról. Nyilvánvalóvá vált, hogy a békés megoldás eszközei kimerültek, az eszkaláció mindössze idő kérdése. Az elnök cselekvésképtelenné vált.
A szövetségi mozgósítás elmaradását látva még a december folyamán elszánt északi kormányzók csoportja mozgósítani kezdte állami milíciáját. Január 2-án szervezni kezdték Washington D. C. milíciáját.

### Dél külön utakra lép

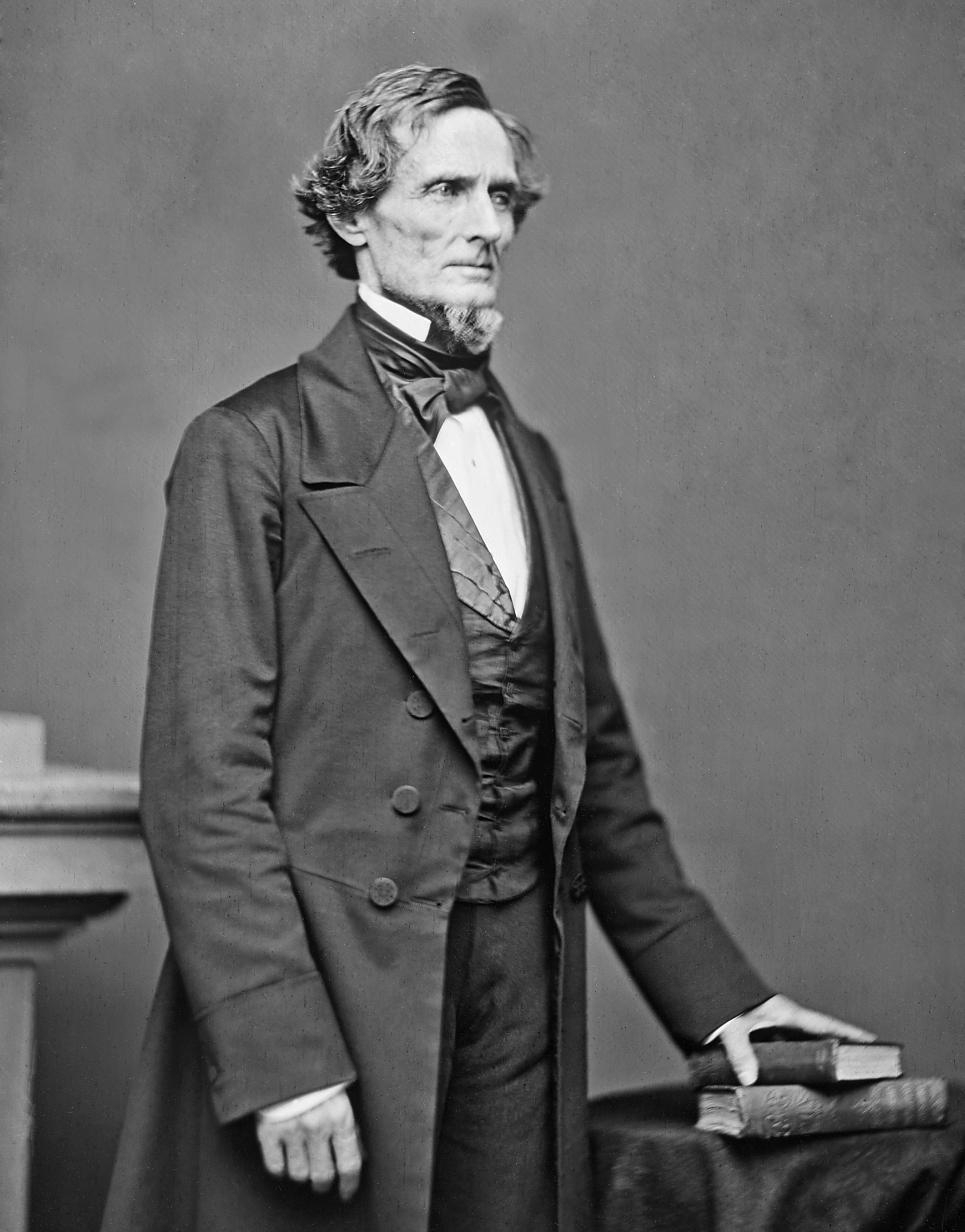
Jefferson Davis

1861. január 9-én, a Star of the West ágyúzásának napján Mississippi kivált az Unióból, január 10-én követte a példát Florida, 11-én Alabama, 19-én Georgia, 26-án Louisiana, február 1-jén pedig Texas. Január 29-én Kansast felvették az Unióba mint szabad államot. Február 4-én összeült a kivált hét állam, 8-án elfogadta a Konföderáció ideiglenes alkotmányát, 9-én megválasztotta elnöknek Jefferson Davis volt hadügyminisztert, alelnöknek pedig Alexander Stephenst. Február 18-án beiktatták Davist elnöki hivatalába, ő pedig február 27-én kijelölt három biztost az Unióval való tárgyalások folytatására. A biztosok március elején kapták meg keretutasításaikat és nem sokkal később megérkeztek Washingtonba.
A szintén rabszolgatartó, de a vámok által sokkal kevésbé sújtott határállamok, mint például Tennessee, Virginia, Kentucky, Delaware, Maryland és Missouri megosztottak voltak, vagy nem látták érdekükben állónak, hogy kilépjenek az Unióból. Február 9-én Tennessee, február 28-án Észak-Karolina, március 9-én Missouri, március 18-án Arkansas, április 4-én Virginia konvenciós szavazáson utasította el a kiválást. Ezen utóbbi államok Missouri kivételével már a Felső-Dél rabszolgatartó államai voltak, nem határállamok, ahol az iparosodás előrehaladása hozzákezdett a rabszolgaság felszámolásához. Ez erős érv amellett, hogy a szecessziót nem elsősorban a rabszolgatartás fölötti vita indította el, hanem a gyáriparos protekcionista és az agrár szabadkereskedelmi gazdasági érdekellentét. A Felső-Dél megítélésében nem volt ok a szecesszióra, amíg a washingtoni kormányzat nem erőlteti a rabszolgaság betiltását, vagy nem nyúl az erőszak eszközéhez a kivált államokkal szemben, hiszen a szecesszió útja később is nyitva marad számukra.

### A rabszolgatartás alkotmányba betonozása
Február 27-én megszületett a republikánusok válságrendező kezdeményezése. Thomas Corwin, a kongresszus ohiói republikánus képviselője benyújtotta a 13. alkotmánykiegészítés javaslatát. A javaslat szerint soha többé olyan alkotmánykiegészítés nem hozható, mely a kongresszus hatáskörébe utalná az államok munkaerővel, vagy szolgáló személyzettel kapcsolatos intézményeit, vagyis az államok belátására bízná, meddig akarják fenntartani a rabszolgaságot. Február 28-án a javaslatot a Kongresszus kétharmados támogatással elfogadja. Március 3-án a javaslat kétharmados támogatást kapott a szenátusban is, noha nyilvánvalóan sem a kongresszusban, sem a szenátusban a már kivált hét állam küldöttei nem voltak már jelen. Buchanan elnök a szokásokkal ellentétben (egy nappal Lincoln beiktatása előtt) támogatólag aláírta a javaslatot. Lincoln kijelentette, hogy nem ellenzi az életbe lépést. Lincoln minden állam kormányzójának levélben elküldte a tervezett alkotmánykiegészítést, álláspontfoglalás nélkül, de megjegyezve, hogy Buchanan elnök elfogadta azt.
Ekkor már semmi más nem volt hátra, mint hogy az államok háromnegyede ratifikálja a kiegészítést, s ezzel az alkotmány részévé váljon. A háború kitöréséig hátralevő szűk másfél hónap bőven elég lett volna a Corwin-kiegészítés nyomán az enyhülés megindulására – ha az álláspontok között valóban a rabszolgaság lett volna a legfőbb különbség, hiszen ez a probléma tökéletesen megoldódott volna azzal, ha a Konföderációs államok kinyilvánítják az elszakadás semmisségét és ratifikálják a Corwin-kiegészítést. A leendő 13. alkotmánykiegészítés örök időkre az államok belügyévé tette volna, hogy van-e rabszolgaság a területükön. Ennél nagyobb védelmet a rabszolgaság intézménye nem kaphatott volna, Lincoln maximálisan feladta a kérdés bolygatásának lehetőségét. Egyben az északi államok demográfiai túlsúlya és az onnan kiinduló migráció az újonnan megszervezendő államokban garantálta volna a rabszolgaság nem engedélyezését, vagyis a Republikánus Párt követelése is teljesült. Mire azonban elsőként Ohio állam május 13-án ratifikálta, a háború már kitört.

### Miért nem jött létre a megegyezés?
A két országrész közötti gazdasági érdekellentét és a belőle következő belpolitikai dichotómia nem tűnt feloldhatónak. Valahányszor vámtarifa emelésre került sor és ezt ellenezve a déliek azzal érveltek, hogy tönkreteszi a kereskedelmüket, Észak azzal vágott vissza, hogy az alacsony vám pedig az ipari termelésnek kedvezőtlen és a Dél különben is morálisan bűnös rabszolgatartó. Erre a déli viszontválasz arra mutatott rá, hogy az északi gyárakban a munkafeltételek és munkakörülmények nem állnak valami távol a rabszolgatartástól és hogy a szövetségi költségvetést aránytalanul nagy részben töltik fel az amúgy is szegényebb déli országrészben beszedett összegek. A vita általában mind filozofikusabbá vált, mígnem az absztrakcióban anélkül elhalt, hogy bármit megoldottak volna a problémákból. Ez a fajta patthelyzet évtizedek óta állt fenn, miközben a közbeszéd hevessége egyre fokozódott. Már az 1832–33-as dél-karolinai nullifikációs válság során is szecesszió fenyegetett, azóta pedig majdnem három évtized telt el a kiút meglelése nélkül.
Lincoln északi gazdasági érdekeket szem előtt tartó programjában szerepelt az erős vámsorompó felhúzása is. 1861. február 14-én pittsburghi közönség előtt azt nyilatkozta, hogy ha a Morrill-vám tervezetéből nem születik törvény a beiktatását megelőzően, akkor elsődleges fontosságú dolga lesz egy új vámrendszer megteremtése. A Morrill-vámról szóló törvényt végül a leköszönő Buchanan elnök írta alá, pár nappal terminusa vége előtt. Buchanan pennsylvaniai, északi Demokrata volt, akinek nyilvánvalóan tetszett a Morrill-vám és nem pénzügyi kifosztásként gondolt rá, mint a déli államok. Döntésében emellett közrejátszhatott, hogy Lincoln álláspontjából nyilvánvalóvá vált, hogy ha nincs Morrill-vám, akkor egy esetleg még annak szigorúságán is túlmutató vámtörvényt fog alkotni az új kabinet.

Lincoln semmiképpen nem akart engedni a szövetségi költségvetés feltöltése ügyében. Az őt támogató New York Evening Post a következőket írta a beiktatást megelőzően, 1861. március 2-i számában:
|  | „Általánosan elismert, hogy vagy a vámtartozásokat kell begyűjteni a lázadó államok kikötőiből, vagy a kikötőt magát kell a külföldi import elől elzárni. Ha ezek egyike sem történik meg, akkor költségvetési törvényeinket aláaknázzák, az államkincstárunkat tápláló források kiszáradnak; nem marad pénzünk a kormányzat fenntartására, a nemzet csődbe jut, mielőtt a vetés termőre fordulna. A hadsereg fenntartására nem volna semmilyen pénzeszköz, és semmi sem jutna a flotta számára; nem lenne miből fizetni a közszolgákat és minden folyó ügyünk azonmód halálos bénultságba kerülne. Mi maradna hát meg a kormányunknak? Engedjük talán meg a szeparatista államoknak, hogy ily viselkedésükkel költségvetési törvényünket eltiporják az egész Unió számára? Vagy inkább nyilvánítson csempészárunak kormányzatunk minden olyan külföldi kereskedelmet, mely azokba a kikötőkbe irányul, ahol nincsenek vámházaink, sem adószedőink mert hatóságainkat kiűzték és megállítsa forgalmukat?” |
|  | – |

A kérdés jól jellemezte a republikánus holdudvar elvárásait és egyben implikálta a lincolni választ. A hét déli állam év eleji kiválása miatt akut pénzügyi krízis bontakozott ki. A kincstárban 500 000 dollár maradt, míg milliókra rúgó kifizetetlen követelések halmozódtak. A hiány halmozódása új bevételi források feltárását tette elengedhetetlenné. A háború későbbi kitörésével az Unió végleg elesett legfőbb költségvetési bevételétől, a déli kikötőkből befolyó vámbevételektől. A Morrill-vám törvényi módosítása és további vámemelés sem bizonyult elegendőnek. 1861-ben a háború meghozta az Unió számára az addig ismeretlen személyi jövedelemadó bevezetését.

### Az új elnök hivatalba lépése

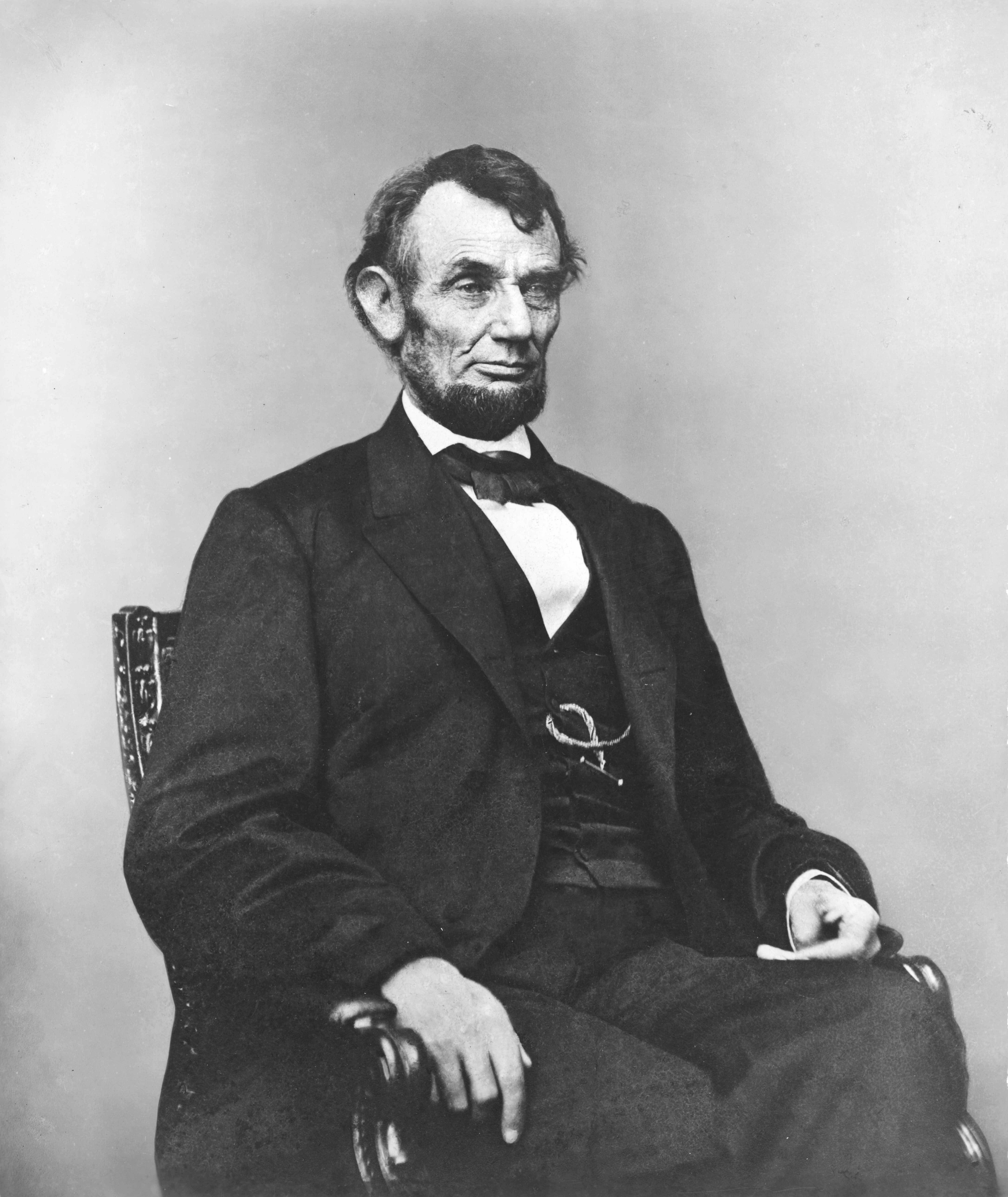
Abraham Lincoln

Március 4-én Lincolnt beiktatták az USA 16. elnökeként. Beiktatási beszédében ismét jelezte, hogy nem kívánja a rabszolgaság intézményét megszüntetni, ahol az már létezik, de meg akarja őrizni az Unió egységét. Március 8-án a Konföderáció küldöttei találkozót kértek Lincolntól, hogy átadják a háború elkerülésének módjáról szóló javaslatukat. Lincoln elutasította a kezdeményezést, mert véleménye szerint az az államok kiválásának elismerését jelentette volna. Március 15-én Lincoln kormánytagjai véleményét kérte a Sumter-erőddel kapcsolatban. A következő két hétben számos javaslatot kapott. Salmon P. Chase pénzügyminiszter és Montgomery Blair postaügyi főmegbízott támogatta az erődbe küldendő utánpótlást. Seward külügyminiszter ellenezte és hosszas feljegyzést intézett hozzá a teendőkről. Március 30-án Lincoln diplomatikusan rendre utasította a Konföderációval engedélye nélkül nemhivatalos tárgyalásokba bonyolódni kész Sewardot, amit az kénytelen volt elfogadni.

Március 28-án Winfield Scott vezérkari főnök azt javasolta Lincolnnak, hogy a Sumter és Pickens erődöket (utóbbi Florida területén épült) evakuálja, mivel ellátásukhoz szükséges szárazföldi és tengeri erőket még nyolc hétig nem tudja összeállítani. Április 8-án Robert Toombs, a Konföderáció külügyminisztere ellenezte a Sumter-erőddel szembeni erőszakos fellépést. 
|  | „Elnök úr [ti. a Konföderáció elnöke], ez idő szerint ez öngyilkosság, emberölés és minden barátunkat elidegeníti tőlünk Északon. Ön szánt szándékkal fel akarja zavarni a darázsfészket, mely a hegyektől az óceánig terjed. A most még csöndben lévő légiók kirajzanak és halálra fognak szurdosni minket. Ez szükségtelen; bűnbe visz és végzetes lesz.” |
|  | |

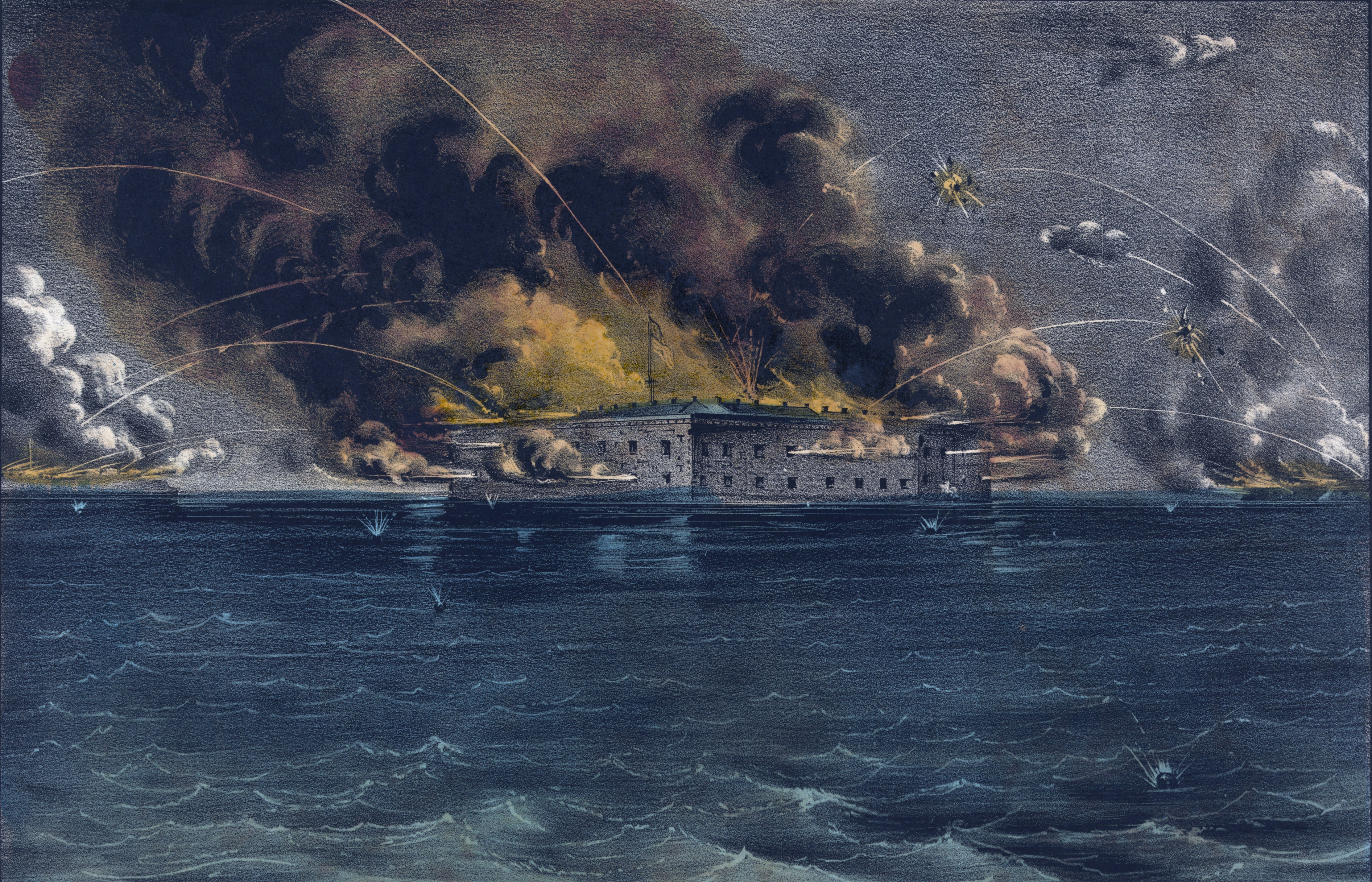
A Sumter-erőd ostroma, Currier&Ives metszet

 Azonban Jefferson Davis már elszánta magát, hogy ha szükséges, erőszakkal távolítsa el a szövetségi erőket onnan. Április 8-án és 9-én elindultak a Sumter- és Pickens-erődbe utánpótlást szállító hajók. Április 11-én a déliek Sumter katonaságának megadását követelték. Anderson őrnagy a megadást elutasította, de nyilvánvaló utalásként megemlítette, hogy amennyiben április 15-ig nem kap utánpótlást, akkor kénytelen evakuálni a helyőrséget. A konföderációs csapatok értesültek róla, hogy az utánpótlás már úton volt, ezért április 12-én hajnalban lövetni kezdték a Sumter-erődöt. Április 13-án Anderson őrnagy az erődöt szabad elvonulás fejében feladta. Emberi életben nem esett kár, leszámítva, hogy a zászlólevonásnál elsütött ágyú felrobbant és megölt két katonát.
A Konföderáció ezzel kinyilvánította, hogy nem hajlandó többet az Észak érdekében álló protekcionista vámok megfizetésére és fegyveres erővel is érvényt szerez függetlenségének. Lincolnnak két választási lehetősége maradt. Vagy tudomásul veszi a Dél kiválását és új bevételi források után néz országa számára, vagy a szövetségi hadsereg erejével szerez érvényt az adószedésnek. Április 15-én Lincoln felhívást bocsátott ki, melyben három hónapos időtartamra 75 000 önkéntes jelentkezését kéri a "lázadás" elfojtása és a vámok beszedése érdekében. Kétszer ennyi önkéntes jelentkezett, mivel az északi államok kormányzói hónapok óta verbuválták az állami katonaságokat, így az önkéntesek jórészt már teljes készültségben álltak.

### A lázadás

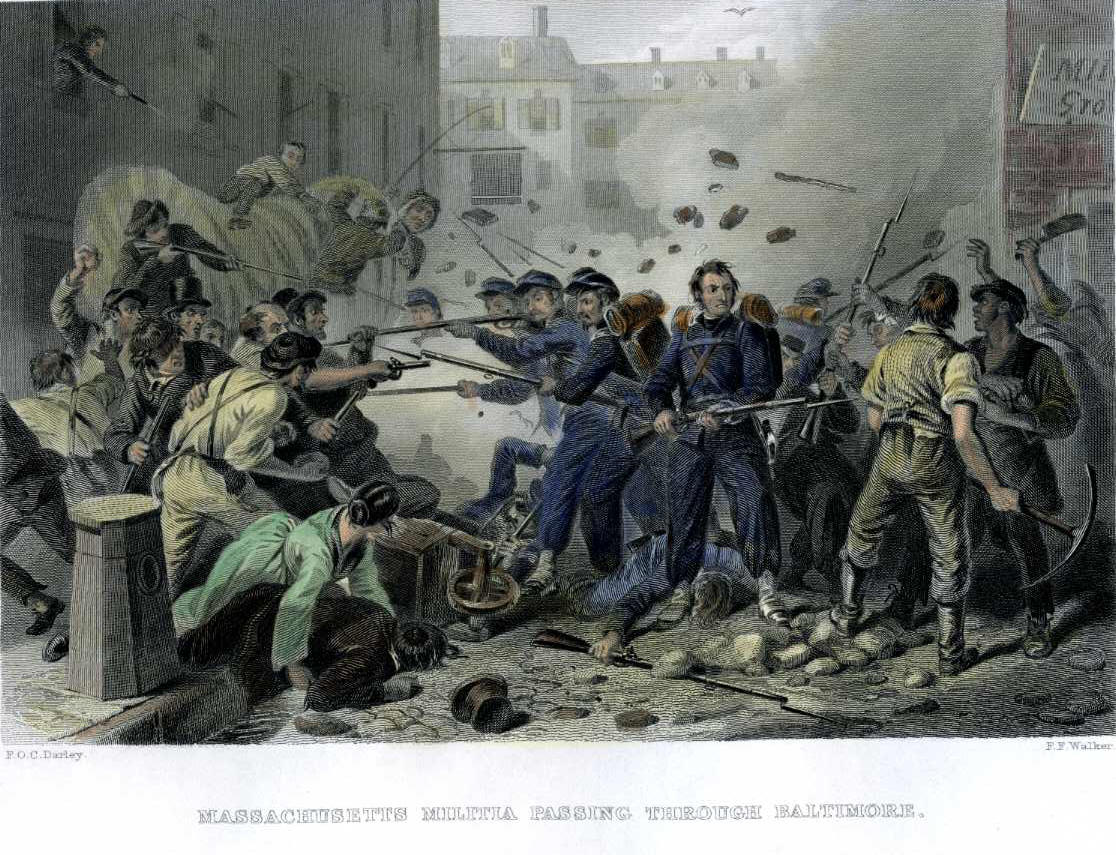
A massachusettsi milícia és a baltimore-i polgárok összecsapása

Lincoln mozgósítása teljes mértékben hiteltelenítette törekvéseit a vele szemben amúgy is gyanakvó államok szemében. Április 15-én Kentucky és Észak-Karolina, 16-án Virginia, 17-én Missouri és Tennessee tagadta meg csapatok átadását. Április 18-án megérkeztek az első önkéntesek Washingtonba Pennsylvaniából. Április 19-én azonban a rabszolgatartó, de népessége szerint megosztott Marylandben, Baltimore forrongó városában zavargások törtek ki, mikor az unionista haderő csapatai át akartak haladni Washington felé. Thomas H. Hicks kormányzó kérte Lincolnt, hogy a rendbontás megelőzése érdekében ne vonultasson további szövetségi csapatokat Baltimore-ba, vagy Baltimore-on át, de ezt Lincoln alternatív útvonalak hiányában nem tudta teljesíteni. Hicks titokban elrendelte a Washington felé vezető vasútvonalak és hidak megrongálását, de ezzel sem tudta megakadályozni, hogy a szövetségi hadsereg megkezdje Maryland városainak megszállását. Ezzel párhuzamosan Lincoln felfüggesztette a habeas corpus jogát, és a törvényhozás, az állami milícia és a sajtó déli érzelmű tagjait elkezdték letartóztatni. Ezek után a megfélemlített kormányzó által az állam unionista nyugati felére, Frederickbe összehívott konvenció április 29-én döntő mértékben az Unió fenntartása mellett szavazott. A szecesszió mellett szavazókat szeptemberben letartóztatták.
Április 17-én a virginiai konvenció megszavazta az elszakadást és megerősítő népszavazást írt ki róla május 23-ra. Április 18-án unionista csapatok szállták Virginia Harper's Ferry-i hadianyaggyárát és raktárait. A készleteket és a gépsorokat csak részben sikerült megsemmisíteniük, mielőtt az állami milícia elől menekülni kényszerültek. Április 19-én Lincoln elrendelte hogy a déli államok köré a szövetségi haditengerészet vonjon tengeri blokádot és ezzel kényszerítse ki a vám beszedését, illetve akadályozza meg az ezt megtagadó kereskedelmi hajózást. A blokád a tengerentúli kereskedelemből élő konföderációs államok számára a teljes gazdasági, pénzügyi ellehetetlenülést jelentette, s burkolt hadüzenettel ért fel. Április 20-án az unionisták elhagyták a norfolki kikötőt és megpróbáltak minden hátrahagyott anyagot megsemmisíteni. Május 3-án a szövetségi haderő Washingtonból átkelt a Potomac folyón Virginiába és megszállta Alexandria megye (ma Arlington megye) magaslatait.

### A háború kitörése
A virginiai referendumon az állam nyugati részében az unióban maradás kapott többséget. A nyugati megyék képviselői sürgősen szerveztek egy konvenciót főleg németek lakta Wheelingbe, melyen a nyugati államrész önállósodása került napirendre, még mielőtt a május 23-i referendum megerősítette volna Virginia kilépését. Ezek lojalitásának biztosítása érdekében az ohiói milícia élén George B. McClellan unionista vezérőrnagy május elején megkezdte Virginia nyugati részének megszállását. Júniusban az állam egyharmadának képviselői saját, unionista ihletésű vezetőséget választottak Francis Pierpont vezetésével.
Május 3-án, érzékelve, hogy a rendelkezésre álló erő messze nem lesz elég hadi céljaihoz, Lincoln újabb felhívást bocsátott ki további 50 000 katona fegyverbe állítására, immár hároméves időtartamra. Ohio, Pennsylvania, Connecticut, Rhode Island, New Jersey, Vermont, Massachusetts, Maine, és Wisconsin kormányzói azonnal jelezték, hogy az igényelt haderő készenlétben van. A határállamokban mutatott unionista viselkedés világossá tette, hogy a haderőt nem a maradék tagállamok biztonságának megőrzése végett mozgósítják, és hogy nincs szándékukban érvényesülni hagyni a népszuverenitás elvére támaszkodó konvenciók, népszavazások szecessziós döntését, illetve kész helyzetet teremtenek az Uniót fenntartó gyűlések döntéséhez. Ez és főleg a Konföderáció teljes gazdasági ellehetetlenüléséhez vezető tengeri blokád egyértelművé tette, hogy a Konföderációnak katonai intervencióval kell számolnia. Jefferson Davis Lincoln kongresszusi megszavazás nélkül elrendelt katonai mozgósítását háborús aktusnak tekintette. Válaszul május 6-án a Konföderáció Kongresszusa megállapította a hadiállapot beállását a Amerikai Konföderációs Államok és az Amerikai Egyesült Államok között.

## A háború menete

### 1861. május–július: küzdelem a határállamokért

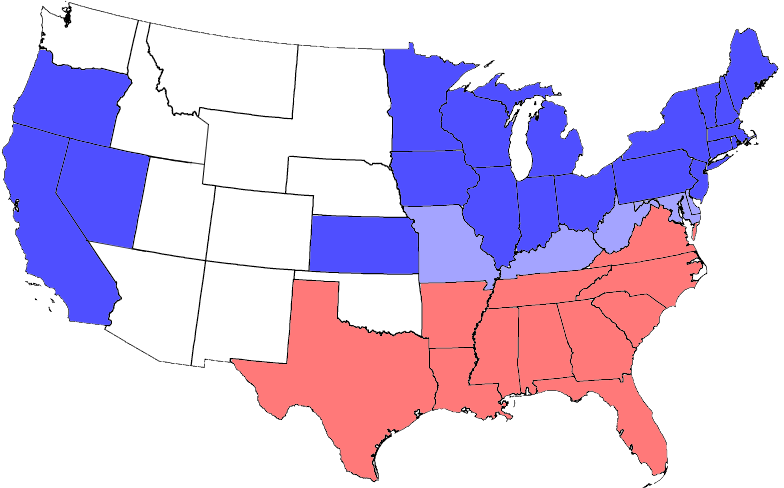
A szemben álló államok. Vörös: Konföderáció, kék: Unió, világoslila: az Unió által megszállt határállamok, amelyekben a rabszolgaság engedélyezett volt

Virginia a formálissá váló kiválási népszavazást megelőzve május 7-én felvételt nyert a Konföderációba. Május 23-án a megerősítő népszavazás is lezajlott. Pár órával ezt követően az északiak 11 ezrede lépte át Virginia határát és elfoglalta Alexandria városát, Thomas Jackson tábornok pedig Marylandbe tört be vonatokat rabolni. Virginia csatlakozásának jutalmául annak székhelye, Richmond lett a Konföderáció fővárosa (ezt megelőzően az alabamai Montgomery volt a főváros). Az unionista megyék a kedvező katonai fejleményeket látva június 20-án megalkották Virginia Helyreállított Államát, mely Virginia egész területére igényt formált. Miután azonban a keleti hadszíntér frontvonala stabilizálódott, az elszakadt államrész Nyugat-Virginia néven nyert felvételt az Unióba 1863-ban.
Három államban rendezetten zajlott le a kiválás, mivel nem voltak határosak északi államokkal, s így az unionista haderő hatókörén kívül álltak. Május 1-jén Észak-Karolina, május 6-án Arkansas, június 8-án Tennessee szintén megszavazta a kiválást és 18-án csatlakozott a Konföderációhoz. Két másik államban azonban Virginiához és Marylandhez hasonló események játszódtak le.

#### Missouri
Missouriban az 1860-ban megválasztott Claiborne Jackson kormányzó déli kötődéssel bírt és az elnökválasztás végeredményét követően azonnal szerveztetni kezdte a szecessziót támogatók milíciáját. Ennek megfelelően széles körben híresztelték, hogy ráteszi a kezét a St. Louis-ban tárolt szövetségi fegyverkészletre. A fegyverek java részét az unionisták titokban Illinois-ba szállították, a maradék védelmére pedig erősítéseket küldtek. Május 10-én Nathaniel Lyon százados jelentős részben német bevándorlókból álló, kb. tízszeres létszámfölényben levő szövetségi csapatai rátámadtak a St. Louis határában gyakorlatozó Missouri Önkéntes Milíciára. A több száz foglyot fel akarták esketni a szövetségi kormányra, de azok azt megtagadták, ezért lefegyverezve végighajtották őket St. Louis utcáin, hogy a belvárosban szélnek eresszék őket. A túlnyomórészt déli érzelmű lakosság dühödten reagált, hogy az idegen ajkú északi katonák a helyi önkénteseket megalázva parádéznak, kőhajigálás kezdődött. Valaki rálőtt a katonákra, mire azok a tömegbe lőttek, 28 embert megölve és 100-at megsebesítve. Többnapos zavargás tört ki, ismételt lövöldözésekkel, melyben többen meghaltak; a lakosság pedig menekülni kezdett St. Louisból. A rend visszaállítására statáriumot hirdettek és még több szövetségi katona érkezett.
Az előzőleg a megosztottság miatt a semlegesség felé hajló Missouri felzúdult. Jackson kormányzó állami milícia szervezését kezdeményezte, amit a törvényhozás törvénybe iktatott, annak érdekében hogy az ellenséges támadásoktól megvédje az államot. Egyre több prominens foglalt állást a szecessziót támogatva. Washingtonban a Nyugati Területek minisztere, William Harney Missouri semlegesítésével akarta megbékíteni az államot, s ennek alapján megköttetett a Price–Harney-megállapodás, mely szerint a szövetségi erők ellenőrzik St. Louis-t, míg az állami milícia gondoskodik az állam egyéb területeinek védelméről. Lincoln azonban dezavuálta Harney-t és azt a Lyont (immár dandártábornokként) jelölte tárgyalófélnek, aki a konfliktus fő okozója volt. Lyon a következő tárgyalási fordulón kijelentette, hogy a szövetségi kormány ilyen méretű korlátozása háborút jelent és egy óra múlva le fogja tartóztatni Jacksont, majd üldözni kezdte a sietve távozó kormányzót, Sterling Price tábornokot és a törvényhozás 20 képviselőjét. Ezek Dél-Missouriba menekülvén kikiáltották Missouri szecesszióját. November 28-án a Konföderáció beiktatta Missouri felvételét, annak „száműzetésben levő kormánya kérésére”.

#### Kentucky
1861. május 16-án rabszolgatartó, de szintén megosztott Kentucky törvényhozása semlegességi státusz megszavazásában jutott kompromisszumra. Május 20-án Beriah Magoffin kormányzó mindkét hadviselő félnek megtiltotta a belépést az államba. Június 20-án a kongresszusi választáson 90%-os arányban nyertek az unionisták az ellentábor széles körű bojkottja mellett, mivel szecessziós kongresszusi képviselőnek nem volt értelme jelentkezni és a közvéleménykutatások amúgy is vereséget ígértek számukra. A Kentucky állami törvényhozásba az augusztus 5-én tartott választáson olyan nagy többségű unionista került, hogy a déli érzelmű Magoffin minden szándékát blokkolni tudta. Másnap, augusztus 6-án William Nelson északi csapatai Ohióból Kentucky területére léptek és tábort vertek. Magoffin Lincolnhoz fordult, hogy zárassa be a tábort, de az elutasította. A válaszul szeptember 3-án a határt szintén átlépő konföderációs csapatokat az immár unionista színű kentucky törvényhozás szeptember 7-én távozásra szólította fel, és felhúzta az Unió lobogóját a frankforti törvényhozás épületére. Ezzel a semlegességnek vége szakadt, az unionista csapatokat felkérték a Konföderáció erőinek eltávolítására. Ennek következtében Kentuckyban is kitört a fegyveres harc. A front déli oldalán 68 megye képviselői november 18-án megszavazták az Uniótól való elszakadást. December 10-én Kentucky szakadár kormánya csatlakozott a Konföderációhoz.

### 1861. július: a keleti hadszíntér első nagyobb összecsapása
A közvélemény nyomására az északiak felkészületlen sereget vetettek be a déliek ellen. A két fél a Manassas-kereszteződésnél találkozott, a Bull Run patak mentén, 40 km-re Washingtontól. Július 21-én kezdetét vette az első Bull Run-i ütközet. Az északiak kezdetben sikereket értek el a szintén „zöldfülű” déliekkel szemben, de az erősítéssel bővülő konföderációs csapatok ellentámadásba mentek át. Az északiak soraiban pánik tört ki, a csapatok fejvesztve menekültek. Mivel az északi hadvezetés úgy ítélte, könnyű győzelem lesz, ezért Washington elitjéből sokan könnyelműen ellátogattak a csatatérre és piknik keretében nézték az ütközetet, mintha csak egy színházi előadáson lennének. A vereség miatt pánikba estek, és majdnem minden ingóságukat otthagyva szaladtak el a csatatérről. Mindkét fél ekkor ismerte fel, hogy a gyors győzelem helyett elhúzódó háborúra kell számítani.
A vesztes csata után Irwin McDowellt leváltották, és helyére George B. McClellan tábornokot nevezték ki.
A déli oldalon Thomas J. Jackson ekkor nyerte el a „Kőfal” becenevet, mert a csapatai előtt az északiak megtorpantak, mintha kőfalba ütköztek volna.
Az első komoly problémák már ekkor jelentkeztek a déli konföderált haderőnél: a háború elhúzódni látszott, amellyel mind Lincoln, mind Davis elnök tisztában voltak. Davis tudta, hogy a konföderált elveket egy időre fel kell adni és délen is erős, központosított hatalomra van szükség. Ennek ellenére a déli államok továbbra is ragaszkodtak jogaikhoz és ellenálltak Davis ideiglenes központosítási törekvéseinek. Némely államok még ráadásul saját szakállukra akarták vívni a háborút az északi hadsereg ellen. Nehezítette a déliek helyzetét, hogy a tisztikaron belül is nézeteltérések voltak (igaz ilyesmi még az unionista hadvezetést is jellemezte) és nem fogadták el Lee tábornok azon elképzelését, hogy Washingtonra kell mihamarabb csapást mérni. Ezt a Bull Run-i csata után már nem voltak képesek megvalósítani az időjárási viszonyok megváltozása miatt.
A hadsereg utánpótlása és szállítása is nagy gondot okozott: a déliek is igyekeztek a modern struktúrát kamatoztatni, a szállításokkor a vasutakat felhasználni. Ám a déli vasútvonalak többsége észak felé futott, így a szállítás a fő hadtáp területről Texasból keletnek igen bonyolult volt, mivel még a mellékvágányok sem képeztek összeköttetést a többi vasútvonallal és vasútvonal építésre nem állt sok idő a déli haderő rendelkezésére. A déliek ezt köztes szállító hadoszlopok felállításával igyekeztek pótolni.
Presztízsvita is fellépett a déli államok között, mivel mindegyik a saját maga által biztosított utánpótlásnak, avagy porciónak akart elsőbbséget szerezni, több állam nem is tartotta egyenjogúnak magát a másikkal és még nagyobb önállóságot követelt. Effajta presztízs kérdés Északon ritkán adódott, mivel ott elvileg minden állam egyenjogú tagnak számított és egyformának tekintették az általuk adott utánpótlást, vagy kirótt hadiadót, függetlenül annak mértékétől, amely amúgy is erősen változott területenként.

### 1861 ősze: tengeri műveletek
1861 novemberében északi csatahajók elhallgattatták Walker és Beauregard erődök ágyúit, lehetővé téve, hogy Thomas W. Sherman csapataival elfoglalja Port Royalt és a dél-karolinai szigeteket. Északi hajók elfogták a Trent nevű, Angliába tartó hajót, fedélzetén két déli küldöttel. Anglia háborúval fenyegette meg az USA-t, amennyiben az nem engedi el a foglyokat. „Egyszerre csak egy háborút” – jelentette ki Lincoln, és a két politikus decemberben szabadon távozhatott.

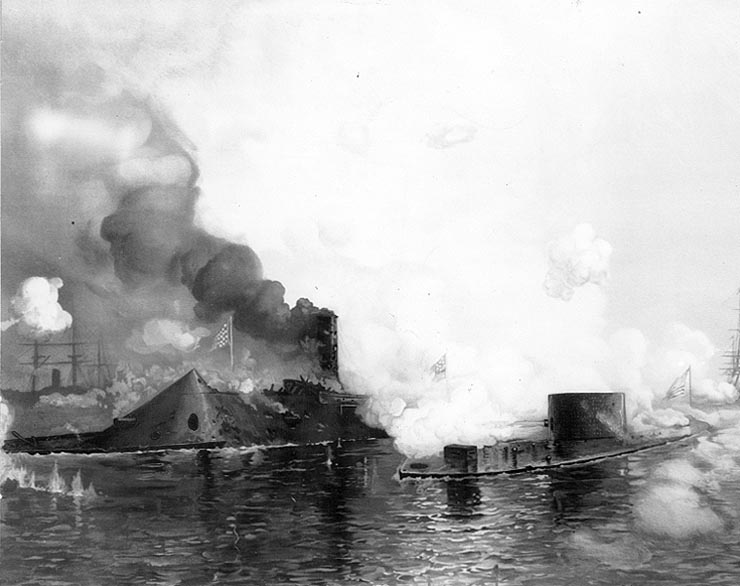
A Merrimac és a Monitor csatája 1862. március 9-én.

1862 márciusban a történelem során először csapott össze két páncélos hajó, a déli CSS Virginia és a USS Monitor. A Hampton Roads-i csata döntetlenül végződött, de a CSS Virginiának egy nappal korábban sikerült elsüllyesztenie két északi fahajót, jelezvén, hogy a tengeri hadviselés végérvényesen megváltozott.

### 1862 tavasza: északi támadás a keleti hadszíntéren
1862 januárjában Lincoln felszólította az USA tengeri és szárazföldi erőit egy egyesített támadásra a Konföderáció ellen. McClellan, ekkor már parancsnok valószínűleg egyszerre akarta az Unió és a Konföderáció háborús hajlandóságát kifárasztani, hogy tárgyalóasztalhoz üljenek, ezért nem engedelmeskedett a felhívásnak. Lincoln megfosztotta a főparancsnokságtól, azzal az ürüggyel, hogy az teljes erejével a déli főváros bevételét célzó hadjáratára koncentrálhasson a Potomac hadsereg élén.
Március elején McClellan behajózta csapatait a Virginia-félsziget csücskére és megindult nyugat felé. Április 11-én bevették a Savannah-folyó torkolatánál fekvő Pulaski-erődöt. McClellan lassan, de folyamatosan nyomult Richmond felé, de túlzott óvatossága miatt haladását marginális nagyságú déli csapatok jelentősen késleltették.
Ezalatt május-június hónapokban „Kőfal” Jackson a Shenandoah-völgyben megverte az északi csapatokat, akik visszavonultak Washington védelmére. McClellan május 31-én majdnem elérte Richmondot, amikor beleütközött a város védelmére összevont konföderációs erőkbe, amelyeknek főparancsnoka Joseph E. Johnston volt. A Fair Oaks-i csata (déli névhasználat szerint a Seven Pines (hét fenyőfa) ütközet) rosszul indult a déliek számára. James Longstreet tábornok rossz irányba indult csapataival, D. H. Hill tábornok így egyedül rontott rá az ellenségre. Az északiak könnyen visszaverték, míg végre befutott Longstreet. Mindkét fél egyre több egységet vont be a csatába, a veszteségek nagyok voltak, de egyik fél sem tudott igazi eredményt elérni. Egyes vélemények szerint az északi csapatok vesztésre álltak, csak az időben érkező erősítés mentette meg őket. Johnston megsebesült a csatában, helyét Robert E. Lee tábornok vette át. McClellan kénytelen volt feladni Richmond ostromát és a hétnapos csata összecsapásai közepette dél felé elvonulni. A Potomac hadsereg újra behajózott és visszavonták Richmond alól. A Konföderáció ünnepet ült és elszántsága minden korábbit felülmúlt.

### 1862 tavasza: a nyugati hadszíntér küzdelmei

A shiloh-i csatáról készült festmény

Februárban Ulysses S. Grant Tennessee-ben elfoglalta a Henry-, tíz nappal később a Donelson-erődöt. Ekkor nevezték ki az északi újságok neve kezdőbetűi után „Unconditional Surrender” Grant, azaz „Feltétel Nélküli Megadás” Grantnek. Déli csapatok április 6-án hajnalban meglepetésszerű támadást intéztek Grant csapatai ellen a tennessee-beli Pittsburgh Landingnél a shiloh-i csatában. A támadás felkészületlenül érte az északiakat, de kitartottak, a nap végére azonban majdnem teljesen fel kellett adniuk a csatamezőt. Éjszaka erősítés érkezett a szövetségiekhez, és másnap ellentámadásba mentek át. A déli csapatok visszavonultak, Grant csak kis számú és fáradt csapatokkal üldözte őket, amelyet a déli utóvéd visszavert. Grant feladta az üldözést. A halottak száma több volt, mint az USA addigi háborús vesztesége összesen. Az északiak oldalán a veszteség 13 000 halott, sebesült és eltűnt volt, a déliek vesztesége 10 000 fő. A súlyos veszteségek miatt többen követelték, hogy az elnök váltsa le Grantet de az elnök így válaszolt: „Nem nélkülözhetem ezt az embert. Ő harcol.”.
Április 17-én David Farragut admirális 17 hajóval elfoglalta New Orleanst, a déliek legnagyobb kikötőjét és messze legnépesebb városát.

### 1862 nyara: déli ellentámadás a virginia-félszigeti hadjáratban
Június 25-én Lee tábornok támadásával kezdődött meg a hétnapos csata. A terv grandiózus volt, ha sikerül valóra váltani, a déliek egy cannae-i vereséget mérhettek volna az északiakra.
Az első nap nem hozott áttörést, az északiak tartották magukat, sőt, csekély 600 métert nyomultak előre. Június 26-án „Kőfal” Jacksonnak a Shenandoah-völgyből hazatérve, A. P. Hill tábornok csapataival egyesülve kellett volna megtámadnia az északi jobbszárnyat. Jackson és a serege azonban kimerült volt és nem támadott, pedig McClellan annak ellenére nem erősítette meg a szárnyat, hogy számított a támadásra. Hill türelmetlen volt, Lee parancsa ellenére megtámadta ugyan az ellenség jobbszárnyát, de visszaverték, és csapatai súlyos veszteségeket szenvedtek. Bár az északiak taktikai győzelmet arattak és nem volt nagy a veszteségük, McClellan azt hitte, a déliek bekerítik a jobbszárnyát, ezért visszavonult. Többé nem szerezte meg a kezdeményezést.
Másnap a csata folytatódott, Lee a háború legnagyobb déli támadását indította. Jackson is támadásba lendült, és bár az északiak több rohamot is visszavertek, végül vissza kellett vonulniuk. Június 27-én John B. Magruder megtámadta az északiakat, akik a kereszttűz elől visszavonultak, majd 28-án a Golding-farmnál visszaverték a délieket. Június 29-én Magruder folytatta a támadást, de Jackson ismét pihentette csapatait, így nem arattak döntő győzelmet.
Június 30-án a lassan visszavonuló északiakat A.P. Hill és Longstreet tábornokok támadták, de a tervet rosszul hajtották végre. Ennek ellenére áttörték az északi vonalat, és 2 tábornokot foglyul ejtettek, további 5 megsebesült. Július 1-jén Lee utolsó esélye is elszállt, hogy teljesen tönkreverje az északiakat. A szövetségi csapatok a csata során először, kedvező pozícióba kerültek. A terület mocsaras, és egy dombon fel tudták állítani az ágyúkat, innen az egész területet kontrollálhatták. Lee elkeseredetten támadt, de a többszöri próbálkozás ellenére sem járt sikerrel. A déliek nagy árat fizettek a győzelemért. 90 000 emberből 20 000-et vesztettek, míg az északiak csak 16 000-et a 105 000-ből.

### 1862 ősze: Lee marylandi hadjárata
1862. augusztus-szeptember között Lee megpróbálta északi területekre vinni a háborút, s két tábornokával hadjáratot indított Maryland és Pennsylvania államokba. Hogy megállítsák, John Pope és McClellan tábornokok seregeiket egyesíteni próbálták. Lee azonban megakadályozta a tervet, augusztus 9-én Cedar Mountainnél A. P. Hill és Jackson tábornokokkal megverte az északiakat, akik Manassas kereszteződésnél (Bull Run) (ahol 1861 nyarán az északiak egyszer már veszítettek) vették fel új állásaikat. Pope 29-én indította meg támadásait Jackson ellen, de nem tudta kivetni egy befejezetlen vasútvonal töltése mögött húzódó állásaiból.
Támadásai 30-án folytatódtak, mintha nem vette volna észre, hogy időközben Longstreet tábornok is megérkezett seregeivel. Pope támadást indított a nyílt mezőn keresztül, de a konföderációs tüzérség hatalmas pusztítást végzett a szövetségiek soraiban, így nem sikerült elfoglalnia a töltést (amikor a déliek a töltésen kifogytak a munícióból, kövekkel dobálták az északiakat, akik hasonló módon válaszoltak, hatalmas kőcsata zajlott le a két fél között). Longstreet eközben kezdte bezárni a gyűrűt, végrehajtva a polgárháború legnagyobb átkaroló hadműveletét. Az északiak fejvesztve menekültek, csak elképesztő bátorságuknak és egy ügyes ellenakciónak köszönhető, hogy nem semmisült meg a teljes hadsereg és egy része kijutott a gyűrűből. Pope-ot leváltották, Jackson szeptember 4-én elfoglalta Harper's Ferryt, megszerezve az ott található hatalmas mennyiségű készletet. Lee serege már hónapok óta nem volt, és később sem lett ilyen jól felszerelve, mint ekkor.
McClellan 90 000-es seregével üldözőbe vette Lee-t, és a szerencse is mellészegődött. Kezébe kerültek Lee seregének megosztási haditervei (egyes hadtestek több tíz km-re vonulnak egymástól). Kínálkozott a lehetőség, hogy a tábornok seregét apránként semmisítse meg, teljes vereséget mérve a déliekre. McClellan azonban túl óvatos volt, és ahogy Lee, úgy ő sem tudta megszerezni a döntő győzelmet. Szeptember 14-én South Mountainnél megverte Lee hátvédjét, ezután Lee visszavonult Sharpsburgba. Vonalait az Antietam-patak mentén állította fel, itt csatlakozott hozzá Jackson. Az antietami csata tulajdonképpen döntetlen lett, de mivel Lee visszavonult, McClellan véget vetett marylandi hadjáratának és stratégiai győzelmet aratott. A csata 23 000 fős veszteségével a polgárháború egyik legvéresebb csatája lett (11 000 fő északi és 12 000 fő déli veszteség). McClellant leváltották, mert nem volt hajlandó Lee-t üldözni; helyére korábbi tisztjét, Ambrose E. Burnside-ot nevezték ki.

### 1862 tele: északi offenzíva
Lee az antietami csata után kettéosztotta seregét. Jacksont ismét a Shenandoah-völgybe küldte, míg Longstreet Fredericksburg-öt és a város fölé magasodó dombokat foglalta el. Később azonban Jackson is csatlakozott hozzá, mivel Burnside csapataival gyorsan közeledett a városhoz. 1862 decemberében Burnside déli irányban előrenyomult kb. 50 km-t és Fredricksburgnél megütközött a déli csapatokkal.
A konföderációsok nem tudták, hol akarnak az északiak átkelni a folyón, ezért hosszasan elnyújtva helyezték el csapataikat a folyó mentén. Burnside parancsot adott három pontonhíd felverésére a folyón, de a déli mesterlövészek kilencszer hiúsították meg a próbálkozást. A tábornok ekkor parancsot adott a város lerombolására, két órán keresztül ágyúztatta Fredericksburgöt, de a déliek továbbra is ellenőrizték a várost. Burnside ekkor önkénteseket küldött át csónakokkal, akik kemény harcok árán a nap végére kiverték a városból a délieket, így a hidak végül elkészültek. December 13-án kezdődött meg az igazi csata, az északiak 14 rohamot indítottak a jól beásott déliek ellen, de mindannyiszor visszaverték őket. Csak Jackson vonala ingott meg egyszer, itt az északiak mélyen előretörtek, de az utolsó pillanatban Jackson észrevette a veszélyt, és sikerült betömnie a vonalaiban ütött rést. Az északiak több mint 12 600 főt vesztettek, Burnside-ot leváltották, és Joseph Hookert nevezték ki a helyére.
1863 januárjában Lincoln kiáltványában felszabadította a rabszolgákat. Ezentúl feketéket is felvettek a szövetségiek seregébe. Grant a Nyugati-hadsereg parancsnoka lett, parancsot kapott Vicksburg bevételére. Márciusban toborzási nehézségek miatt az északiak bevezették a sorozást a 20–45 éves férfiak körében, a gazdagoknak azonban 300 dollár fejében nem kellett bevonulniuk. New Yorkban emiatt lázadás tört ki. A déliek hasonló intézkedéseket hoztak, amelyek ugyancsak hasonló reakciókhoz vezettek. Május-július hónapokban Grant a háború legjobban sikerült hadjáratában Vicksburg felé nyomult, majd a visszavonuló délieket a városnál körbezárta. Eközben Hooker átkelt a Rappahanock-folyón, de Lee sokkal kisebb seregével három oldalról megtámadta. Hooker döntő vereséget szenvedett és visszavonult, azonban ez lett a déliek legnagyobb áldozatot követelő győzelme.

### Chancellorsville-i csata
Hooker, miután kinevezték a Potomac sereg élére, megosztotta csapatait. Egy részüket Fredericksburgnél hagyta, hogy Lee seregeit továbbra is a város dombjain tartsa, ahol megverték Burnside-ot. Másik részükkel átkelt a Rappahanock folyón, és nyugatról tartott a város irányába. Serege 105 000 főből állt, míg Lee serege csupán 60 000-ből. Hooker megtámadta Lee kommunikációs vonalait, hogy elvágja Richmondtól, hogy emiatt a tábornok visszavonuljon, és eközben csapdába ejthesse őket. Lee Richard A. Andersont küldte ki felderítésre, aki látva az északi seregeket, lövészárkokat ásatott, Jackson pedig szintén a Vadon felé indult, hogy feltartóztassa a szövetséges csapatokat. A déliek nem hátráltak, ahogy Hooker tervezte. Ekkor azonban különös dolog történt, a Chancellorsville felé közeledő északiak átcsúsztak Lee frontvonalán, anélkül, hogy észrevették volna őket. A két csapat május 1-jén találkozott egymással. Hooker visszavonta csapatait egy sűrű erdőbe, amelyet a helyiek Vadonnak hívtak. Itt védelmi pozíciót vettek fel, hogy a Vadonban a déliek rendezetlenül tudjanak csak nyomulni. Lee kockáztatott, tovább osztotta a seregét, és Jacksonra bízta a benyomulást az erdős területre. Jackson meg is futamította az északiak jobbszárnyát, a csapatai azonban szürkületkor kezdtek összezavarodni és megálltak. Jackson előrelovagolt felderítésre, ekkor a saját embere véletlenül megsebesítette, később belehalt ebbe. Utódja J.E.B. Stuart másnap a csata legvéresebb támadását indította, hogy egyesülni tudjon Lee-vel. Az északiak hátrálni kezdtek, ekkor Jubal Early befutott a hírrel, hogy a szövetségiek áttörtek Fredericksburgnél. Lee átcsoportosította erőit, és visszaverte a szövetségieket. Mire visszatért Chancellorsville-be, Hooker is visszavonult. Lee legnagyobb győzelmét aratta. Bár a veszteségek ijesztőek voltak (14 000 fő déli és 17 000 északi), Lee legnagyobb vesztesége mégis Jackson volt. Ráadásul, míg a szövetségiek könnyen pótolták az emberveszteséget, a konföderációsoknak ez egyre nagyobb problémát jelentett, és a tengeri blokád miatt a hadianyag-utánpótlás is egyre inkább akadozott. Ebből következően ez volt a déliek utolsó nagyobb győzelme.

### Gettysburgi csata
A gettysburgi csatát 1863. július 1-je és július 3-a között vívták a pennsylvaniai Gettysburg városa mellett. Ez az ütközet lett a polgárháború legvéresebb összecsapása, melyet gyakran neveznek a háború fordulópontjának. A chancellorsville-i csata megnyerése után 1863 májusában Robert E. Lee konföderációs tábornok megpróbálta áttenni a küzdelem színhelyét a Shenandoah-völgytől északra, megkezdve ezzel második északi hadjáratát. Csapatai lelkesedését kihasználva maga mögött hagyta a háború sújtotta Észak-Virginiát és megpróbálta Harrisburg, vagy akár Philadelphia bevételével az Unió politikusainak háborús elszántságát megingatni. Abraham Lincoln, az Unió elnöke utasítására a Potomac hadsereg új parancsnoka, George G. Meade vezérőrnagy üldözőbe vette őket.
Az első egységek július 1-jén Gettysburgtől északra ütköztek meg, ahol Lee összevonta csapatait, hogy megsemmisítse az ellenséget. A konföderációs csapatok északról és északnyugatról megindított támadása előtt összeomlott az uniós védelem és visszamenekültek a várostól délre. A második napon mindkét hadsereg legnagyobb része felsorakozott. A kékek horog alakú védelmi vonalba tömörültek. Lee erős támadást indított ennek balszárnya ellen, ahol öldöklő harc bontakozott ki. A másik szárnyon folyó kezdeti vonulgatás után szintén összecsaptak a felek a Culp's-domb és a Temető-domb környékén. Súlyos veszteségeik ellenére az uniós csapatok a csatamező teljes szélességében megtartották állásaikat. Az ütközet harmadik napján a döntést 12 500 konföderációs gyalogosnak a centrum ellen intézett támadása kellett volna, hogy kivívja. A rohamot az uniós lövészek és tüzérség visszaverte és súlyos veszteségeket okozott a konföderációsoknak.
Meade Potomac hadserege döntő stratégiai győzelmet ért el a háború keleti hadszínterén, visszaverve Robert E. Lee konföderációs tábornok Észak-Virginiai Hadseregének Pennsylvania elleni offenzíváját. Mivel Lee nem tudta a győzelmet kicsikarni, a további északi előrenyomulás ellehetetlenült, és kénytelen volt visszavonulni Virginiába.

### A háború befejező szakasza

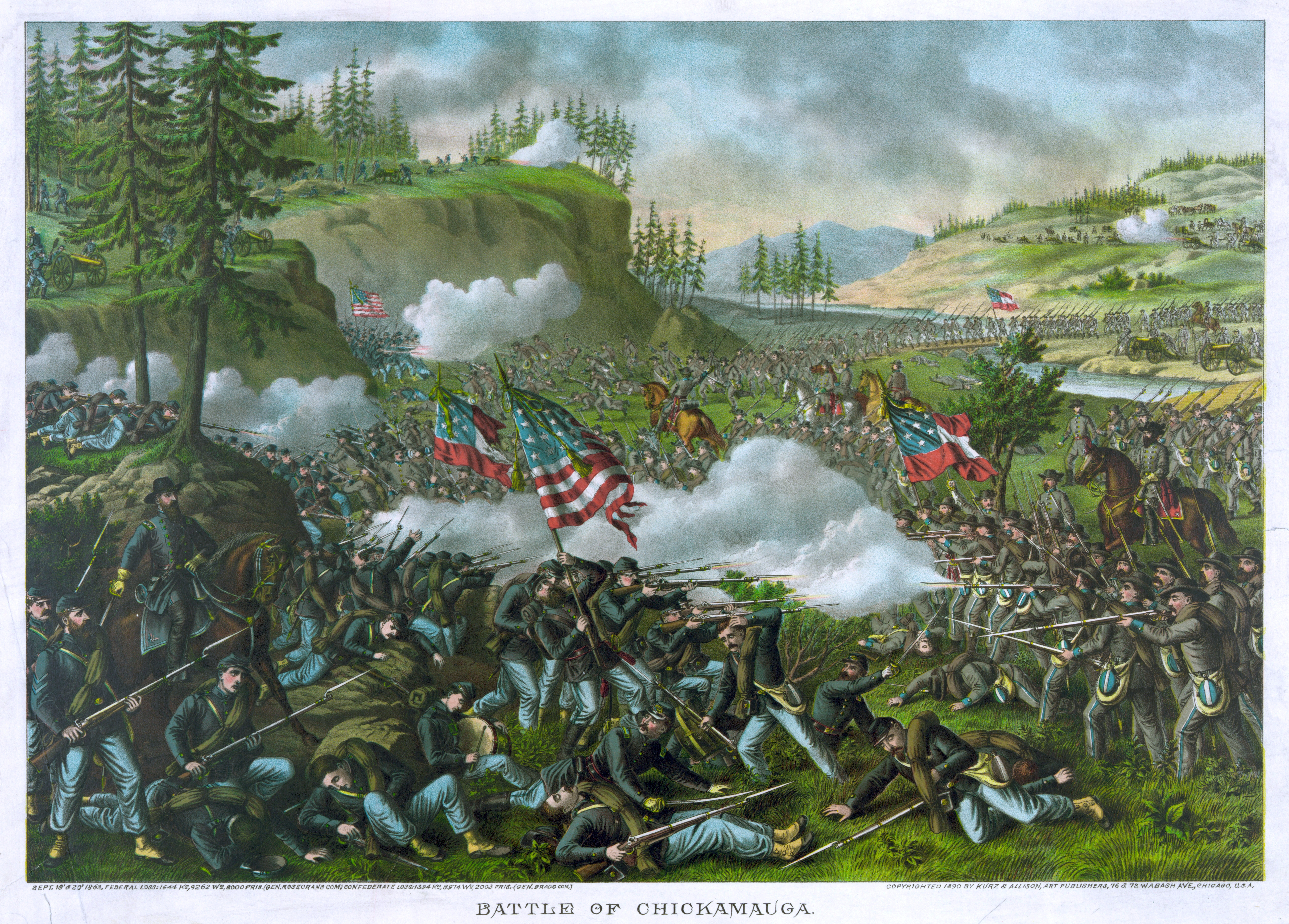
Chickamaugai csata

1863 szeptemberében a déli csapatok döntő győzelmet arattak a szövetségiek felett a Chikamauga-pataknál, Tennessee és Georgia államok határánál. Az északiak visszavonultak Chattanoogába, ahol a konföderációs csapatok bekerítették őket. November végén Grant megérkezett Chattanoogába, és megfutamította a várost ostromló délieket. A csata legdrámaibb pontja volt, amikor az északi katonák parancs nélkül, „Chikamauga! Chikamauga!” ordítással szinte lesöpörték a délieket a Missionary-gerincről, ahol a déli vonal áttörhetetlennek tűnt.
1864. márciusban Grantet kinevezték az Egyesült Államok hadseregének élére, a nyugati seregek parancsnokságát William T. Sherman tábornok vette át helyette. Grant 120 000 katonájával azonnal nekilátott Lee 64 000 fős serege üldözésének, és megütközött vele a Vadonban. A háromnapos csata döntetlenül végződött, az északi veszteségek nagyobbak, ugyanakkor könnyen pótolhatók is voltak. Grant ezt követően folyamatosan támadta Lee csapatait, hogy felmorzsolja azt. Megütköztek Spotsylvaniánál és Cold Harbornál, ahol Grant 20 perc alatt 7000 főt veszített. Ez volt Lee utolsó nagyszabású győzelme, a katonái száma ekkor már rohamosan fogyott. Grant júniusban megérkezett Petersburg alá, de nem tudta rögtön bevenni a várost. Az ostrom tíz hónapig tartott. Júliusban Jubal A. Early tábornok benyomult Maryland területére, hogy csökkentse a Lee seregeire nehezedő nyomást. 5 mérföldre megközelítette Washingtont, de visszaverték. Az ostrom során a délieknek sikerült még egy igen látványos haditettet kivívniuk, ami nem volt bár sorsfordító, de még Lincoln elnök is elismeréssel adózott róla: mivel Petersburg és Richmond élelemhiánnyal küszködött, Wade Hampton lovassági vezérőrnagy portyázás keretében sikerült megszereznie az északi hadtáptól több mint kétezer szarvasmarhát és különösebb veszteség nélkül a déli vonalak mögé juttatnia. Ez volt az ún. Beefsteak Raid, amire a mai napig emlékeznek az Egyesült Államokban.
Sherman eközben 100 000 fővel megindult Atlanta felé, hogy megütközzön Joseph E. Johnston 60 000 fős seregével. Augusztusban George B. McClellan demokrata színekben indult az elnökválasztáson, a republikánus Lincoln ellen. Joseph E. Johnston helyére John Bell Hood tábornok kerül, aki hamarosan feladta Atlantát. Szeptemberben Sherman tábornok porig ágyúzta Atlantát, a város megadta magát. A városban volt a déliek egyik legnagyobb lőszerraktára. A győzelem nagyban segítette Lincoln újraválasztását. Októberben Philip Sheridan vezérőrnagy a Shenandoah-völgyben döntő győzelmet aratott Jubal Anderson Early altábornagy konföderációs csapatai felett. Novemberben, két hónapos pihenő után Sherman tábornok megindult a tenger felé. Elszakadt az utánpótlási vonalától, ezért engedélyezte katonáinak a fosztogatást. Georgia államban egy 480 km hosszú és csaknem 100 km széles sávban szinte mindent elpusztítottak. Decemberben Sherman megérkezett a tengerhez, útközben elpusztította a McAllister erődöt. 8 nappal később bevette Savannah városát, amit karácsonyi ajándékként ajánlott Lincolnnak.
Hood legyengült seregével Nashville mellett támadásra kényszerült, de George H. Thomas tábornok kétszer akkora hadserege tönkreverte, a háború legteljesebb győzelmét aratva. A déliek Tennessee hadserege ezzel mint hatékony harcoló alakulat megszűnt.
1865 januárjában az északi csapatok Észak-Karolinában bevették a Fisher erődöt. A déli csapatok a szállítási problémák és a tengeri blokád miatt éheztek, nagyszámú dezertálás vette kezdetét. Jefferson Davis megpróbálta a déli seregeket fekete katonákkal feltölteni, de ehhez már késő volt. 1863. január 1-én Lincoln elnök proklamációja hatályba lépett, amelyben felszabadította a déli államok rabszolgáit. 1865 februárjában Lincoln és a déli alelnök, Alexander Stephens Virginiában találkoztak, de a háború befejezésére irányuló tárgyalás eredménytelenül zárult. A háború folytatódott, bár már csak Lee serege Petersburgnél és Johnston serege Észak-Karolinában volt képes folytatni a harcot. Az északi katonák száma meghaladta a 280 000-et.
Lee megindította utolsó offenzíváját. Először március 25-én támadt, de a támadás alig négy óra múlva kifulladt. Április 1-jén újra támadt, ismét sikertelenül. Április 2-án Grant indította meg offenzíváját, és áttörte a déli védelmet. Ambrose P. Hill meghalt a csatában. Lee evakuálta Petersburg-öt és Richmond-ot, majd nyugatra indult, hogy más csapatokkal egyesüljön. Richmondban zavargás tört ki. Az északiak bevonultak, és felhúzták a csillagos-sávos lobogót.
Április 7-én Lee és Grant seregei ismét találkoztak. Lee utolsó kísérletet tett, hogy kimeneküljön a szűkülő gyűrűből, de ez nem sikerült. Az északi csapatok három oldalról körülzárták. Lee 9-én megadta magát, és Appomatoxnál letette a fegyvert. Grant megengedte, hogy a déli tisztek megtartsák oldalfegyverüket, a katonák pedig lovaikat, öszvéreiket. Washington ünnepelt, a Dél gyászba borult. 14-én felhúzták a USA zászlaját a Sumter-erődre. Ugyanezen az estén egy színházi előadás alkalmával John Wilkes Booth halálosan megsebesítette Abraham Lincolnt.

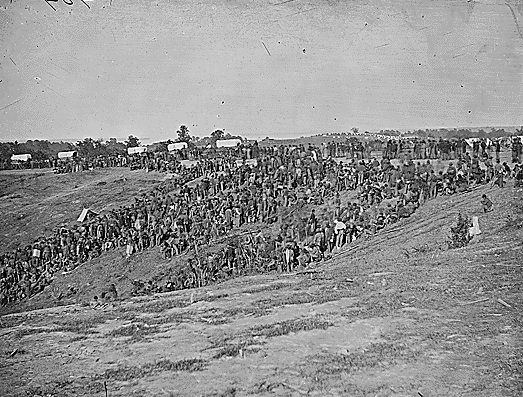
Konföderációs hadifoglyok

1865 májusában az utolsó konföderációs csapatok is megadták magukat. Május 10-én elfogták Jefferson Davist. Több mint 620 000 amerikai halt meg a harcokban, de a járványok miatt elhunytak száma ennek a kétszerese. Körül belül 55 000 túlélő tért haza amputált végtagokkal, vagy egyéb súlyos sérülésekkel.

## Külpolitikai viszonyok
Kevésbé ismert, hogy az amerikai polgárháborúnak jelentős külpolitikai hatása is volt, ugyanis Nagy-Britannia és Franciaország miatt könnyen az első világháború előszobája lehetett volna fél évszázaddal a tényleges első világháború előtt, amit az orosz flotta megjelenése hiúsított meg. Történt, hogy a meghatározó 1863-as gettysburgi csata után a britek és a franciák is komolyan elgondolkoztak a polgárháborúba való beavatkozáson a Konföderáció oldalán, mivel mindkettejüknek a megosztott Amerika szolgálta az érdekeiket. A britek már 1862 októberében ultimátumot intéztek a harcoló feleknek, hogy kössenek tűzszünetet, különben beszállnak ők is a háborúba, ennek nyomatékosítására pedig komoly haderőt sorakoztattak fel Kanadában, beavatkozásra készen. A franciák III. Napóleon vezetésével akkoriban épp megszállva tartották Mexikót, őket az zavarta, hogy az amerikaiak segítik a lázadó mexikóiakat, nekik a lázadók támogatásának megnehezítéséért volt fontos a megosztottság fennmaradása. Minden adott volt ahhoz, hogy a britek északról, a franciák pedig délről indítsanak offenzívát az amerikaiak ellen, a britek még két nagy erejű hadihajót is elkezdtek építeni a tengeri blokádok áttörésére, de ekkor közbe szólt Oroszország, amivel szintén szemben álltak. II. Sándor cárnak ekkoriban nem mentek túl jól a dolgai, az 1861-es jobbágyfelszabadítása után tele volt adóssággal, miután kifizette a jobbágyok immár volt földesurait, a britek szemet vetettek az ekkor még Oroszországhoz tartozó Alaszkára (amit később az amerikaiaknak adtak el), ezen kívül kitört Lengyelország lázadása az oroszok ellen, ebbe pedig a britek és a franciák is besegítettek volna a lengyelek oldalán. A cár emiatt az amerikai partokhoz vezényelte az orosz flottát azzal a paranccsal, hogy minden eszközzel védjék meg a tengerparti városokat. Ezzel nyilvánvalóvá tette, hogy ha a britek vagy a franciák beavatkoznak a déliek oldalán, az oroszok Észak mellett szállnak be a háborúba. Ez a lépés számos más országot is bevont volna a konfliktusba, ami így világméretű háborúskodást eredményezett volna, ilyen kilátásokkal pedig a britek és a franciák inkább letettek a polgárháborús beavatkozásról, a britek a hadihajóikat sem gyártották le. Ezután Észak győzött Dél ellen, a franciákat kiszorították Mexikóból, a lengyel lázadás leverésébe pedig egy ország sem szólt bele. Paradox módon Oroszország segítette elő egy ágyúlövés nélkül az USA létrejöttét, ami nagyjából egy évszázaddal később a hidegháború időszakában már a legnagyobb ellenségévé vált.

## Következmények
A polgárháborúban a déliek totális vereséget szenvedtek, az egykori konföderációs államok 1870-re mind visszatértek az Amerikai Egyesült Államok Kongresszusába. A Konföderáció eszménye azonban nem múlt el nyomtalanul, a „déli államokként” emlegetett egykori konföderációs államokban később is voltak zavargások, és nem véletlenül itt erősödött meg a fajgyűlölő Ku-Klux-Klan is, amely rendszeresen zaklatta a színes bőrű embereket, akik főleg korábbi rabszolgák vagy azok leszármazottai voltak; ilyen rasszista támadások a mai napig is előfordulnak, bár jóval ritkábban, mint régen. Az egykori vereséget többen máig is egyfajta traumaként élik meg, mint ami megfosztotta őket a szabadságuktól, önrendelkezésüktől. A déli katonák emlékét számos szervezet is őrzi és ápolja. A Konföderáció zászlaja több déli államban ma is az utcakép része, ez amúgy időről időre közéleti viták témája, mint a rasszizmus szimbóluma, bár emellett jelentős popkulturális elem is.
A 21. században derült ki, hogy az alabamaiak még 2011-ben is egy polgárháború idején bevezetett adót fizetnek.

## Résztvevők

### Politikusok
- Abraham Lincoln
- Jefferson Davis

### Katonák
- Ulysses S. Grant
- Robert E. Lee
- William Tecumseh Sherman
- P. G. T. Beauregard

### Ápolónők
- Dorothea Dix
- Clara Barton
- Louisa May Alcott
- Harriet Tubman

### Kémek
- Rose O'Neil Greenhow
- Allan Pinkerton
- John Wilkes Booth

### És még…
- Ambrose Bierce
- Joseph Pulitzer
- Henry Morton Stanley
- Mark Twain
- Walt Whitman

### A polgárháború magyar résztvevői
Pivány Jenő adatai szerint körülbelül 800 magyar harcolt a polgárháborúban, közülük 7 volt tábornok (ebből 5 dandárparancsnok), 15 ezredes, 2 alezredes, 13 őrnagy, 12 százados és több alacsonyabb rangú tiszt. A közkatonák létszámát még csak körülbelül sem lehet megállapítani, mivel a hivatalos névjegyzékekben nem szerepel a katonák nemzetisége, legfeljebb csak vezetéknevek alapján tájékozódhatunk, és akkor sem mindegyikről állítható, hogy magyar, avagy magyarországi kötődésű lenne az illető. Az Amerikai Egyesült Államokba kivándoroltak elsősorban (elvi okokból) az északi oldalon harcoltak a polgárháborúban. Azonkívül, hogy magyarok is szolgáltak nagy számban, az északi hadsereg a magyar nyelvet használta a rejtjeles üzeneteiknél. Ezt a kódot a déliek nem voltak képesek megfejteni, mivel nagyon kevés magyar szolgált közöttük, így nem tudhatták, milyen nyelvről van szó.
- Albert Anzelm
- Asbóth Sándor
- Fiala János
- Figyelmessy Fülöp
- Majthényi Tivadar
- Perczel Miklós
- Pomucz György
- Számwald Gyula
- Zágonyi Károly

A konföderációs hadseregben szolgált magyarokról alacsony számuk miatt nem sokat tudni. Eddig 10-12 főről van tudomása a történészeknek, azok sem emelkedtek túlzottan magas beosztásba. Később közülük többen otthagyták a déli hadsereget. Legtöbben, köztük Estván Béla, Botsay Sándor, Finta János családi vagy munkahelyi kötöttségeik miatt harcoltak a déliek oldalán. Estván Béla volt köztük tiszti rangban.

## A polgárháború az irodalomban
- Peter Burchard: One Gallant Rush
- Bernard Cornwell: A lázadó 2005 (Rebel 1993)
- Bernard Cornwell: A szimpatizáns 2006 (Copperhead 1993)
- Bernard Cornwell: A lobogó 2006 (Battle Flag 1995)
- Bernard Cornwell: Vérmező 2007 (The Bloody Ground 1996)
- Stephen Crane: A bátorság vörös kokárdája (The Red Badge of Courage 1895)
- Charles Frazier: Hideghegy (Cold Mountain)
- John Jakes: Észak és Dél (North and South); Szerelem és háború (Love and War); Menny és pokol (Heaven and Hell)
- John Jakes: Titánok
- John Jakes: Titkos küldetés (On Secret Service)
- Kathleen E.Woodiwiss:Hamu a szélben
- Lincoln Kirstein: Lay This Laurel
- Margaret Mitchell: Elfújta a szél
- Michael Sharaa: Killer Angels
- Jules Verne: Észak dél ellen
- Noah Gordon:A Sámán
- Adolf Mützelburg: A milliomos menyasszony (Monte Cristo grófja folytatása)

### Regények magyar szerzőtől
- Bogáti Péter: Őrnagy úr, keressen magának ellenséget!
- Teknős Péter: Az elnök futára

### Visszaemlékezések
- Louisa May Alcott: Hospital Scetches
- The reminscences of Carl Schurz (3 kötet)

## Polgárháborús filmek
- A jó, a rossz és a csúf (Il buono, Il brutto, Il cattivo), 1966
- A rejtelmes sziget (Mysterious Island), 2005
- (A Time Out of War), 1954
- A tizedes háreme (The Beguiled), 1971
- Abraham Lincoln (Abraham Lincoln), 1930
- Amerika hőskora (The Birth of a Nation), 1915
- Az 54. hadtest (Glory), 1989
- A törvényenkívüli Josey Wales (The Outlaw Josey Wales), 1976
- Buster Keaton: A generális (The General), 1927
- Elfújta a szél (Gone with the wind), 1939
- Észak és Dél (North and South), 1985-1986, 1994
- Farkasokkal táncoló (Dances with Wolves), 1990
- Fiatal asszonyok (Little Women), 1933
- Gettysburg (Gettysburg), 1993
- Istenek és hadvezérek (Gods and Generals)
- Hideghegy (Cold Mountain), 2003
- Kisasszonyok (Little Women), 1949
- Kisasszonyok (Little Women), 1994
- Lincoln (Lincoln), 1988
- Lincoln (Lincoln), 2012
- Lovaskatonák (The Horse Soldiers), 1959
- Merénylet Lincoln ellen (Day Lincoln Was Shot), 1998
- (Operator 13), 1934
- A vadnyugat hőskora (How the West Was Won)
- (Raiders of Ghost City), 1944
- Rejtelmes sziget (Mysterious Island), 1961
- (Shenandoah), 1965
- (So Red the Rose), 1935
- Szemben az erőszakkal (Friendly Persuasion), 1956
- (The Andersonville Trial), 1970
- (The Great Locomotive Chase), 1956
- (The Littlest Rebel), 1935
- (The Old Maid), 1939
- (Western Union), 1941
- Élet vagy halál (Una ragione per vivere, una per morire), 1972
- Szahara (film, 2005), a bevezető rész
- Hunley - Harc a tenger alatt (The Hunley), 1999, tévédráma a déliek kézzel hajtott tengeralattjárójáról

## Polgárháborús játékok
- Sid Meier’s Civil War Collection
- Sid Meier’s Antietam
- Sid Meier’s Gettysburg
- Take Command: 2nd Manassas
- AGEOD's American Civil War: The Blue and the Gray
- Call of Juarez: Bound in Blood (www.callofjuarez.com/)
- Darkest of Days
- History Channel Civil War A Nation Divided
- North & South
- The Bluecoast North vs. South